# Sitrův dům
Sitrův dům, v literatuře označován též jako Sitterův dům, Žďárského dům nebo Žďárských dům, je dvoupatrový původně gotický městský dům v roce 1604 zásadně renesančně přestavěný. Je situován v jihočeských Prachaticích v Městské památkové rezervaci Prachatice na severní straně Velkého náměstí. Na západě přiléhá k domu Velké náměstí čp. 12 a na východě k domu Velké náměstí čp. 15. Novodobý zadní trakt tvoří budova čp. 183 v Neumannově ulici. V Sitrově domě i jeho přístavbě sídlí Prachatické muzeum. Vlastníkem domu je město Prachatice a zadní trakt budovy je ve vlastnictví Jihočeského kraje, který je zřizovatelem muzea. Vžitý název dům získal podle patricijské rodiny Sitrů, jejímž majetkem v době renesanční přestavby byl. Dům je zapsán v Ústředním seznamu kulturních památek ČR.

## Popis domu
Dvoupatrový renesanční řadový dům o třech okenních osách a patrovou lunetovou kordonovou římsou, atikovou nástavbou s rozeklanými nástavci a pylony. Vchod do domu tvoří bosovaný vstupní portál. Stejně je bosovaný i půlkruhový světlík středního okna ve druhém patře. Okenní otvory vyplňují dřevěná, do kříže a menšími tabulkami zasklená okna, původně se středovým sloupkem (sdružená). Okenní otvory jsou opatřeny přímými kamennými nadokenními římsami.a průběžnou kamennou podokenní římsou. V domě se dochovalo množství hodnotných stavebních konstrukcí gotického původu (sklepy, obvodové zdivo přízemí a patra hlavního objektu). Z doby renesance se dochovaly klenby nad přízemím, mezipatrem a patrem hlavního domu, jeho druhé patro a sklep pod náměstím. Vzácná je renesanční malířská výzdoba jižní fasády domu a fragmenty fresek uvnitř objektu (dekorativní renesanční výzdoba místností a zejména pak malba ukřižování Krista z 15. století, jako součást domácího oltáře). Severní část severního domu je rovněž renesanční, zatímco jeho jižní část je již barokní s klasicistními úpravami. Rovněž patro severního domu je klasicistní. Z 19. století pochází štuková výzdoba schodiště hlavního objektu.

## Historie domu
Dům byl původně gotický, lze předpokládat jeho kamennou podobu již na konci 14. století. Nejstarší písemný záznam o domě je roku 1521, kdy Barbora Vacková odkazuje svůj majetek svému zeti Janovi a jeho manželce. V roce 1555 opět v poslední vůli odkazuje Jan Vacek dům svému synovi Mikulášovi. Mikuláš Vacek pak prodává v roce 1581 svůj dům v hodnotě 930 kop grošů míš. Ambrožovi Sitrovi z Volar. Současnou podobu má dům od roku 1604, kdy jej jeho tehdejší majitel, Ambrož Sitr, nechal přestavět pro svého syna Tomáše Sitra. Přestavbou pověřil vlašského stavitele Josefa Fargita z Českých Budějovic. Na jeho autorství odkazuje na krajích parapetu napravo v medailonu zkřížené kladivo a úhelník a nahoře nápis „Jozef Ffargit Mestenin Sczeskych Budegicz“. Malířskou výzdobu provedl prachatický malíř Šebastián Hájek. Následně se v domě vystřídali další majitelé. V roce 1614 dům získává Matouš Figuliani z Netolic. V roce 1722 archivní zdroje uvádějí jako vlastníka Pavla Dicenta, prachatického měšťana a řezníka. Jeho rodina byla po roce 1771 následována majiteli Josefem Meerwaldem a tkalcem Petrem Mauerem. V roce 1865 ho zakoupili manželé Růžena a Václav Zdorských, po nichž ho získal v roce 1894 Johann Zdiarsky, který byl v letech 1891 až 1907 starostou města Prachatice. V roce 1885 byl v domě zřízen internát pro studenty místního německého gymnázia. Johannova dcera, Friedl Zdiarsky, byla prachatickou fotografkou.

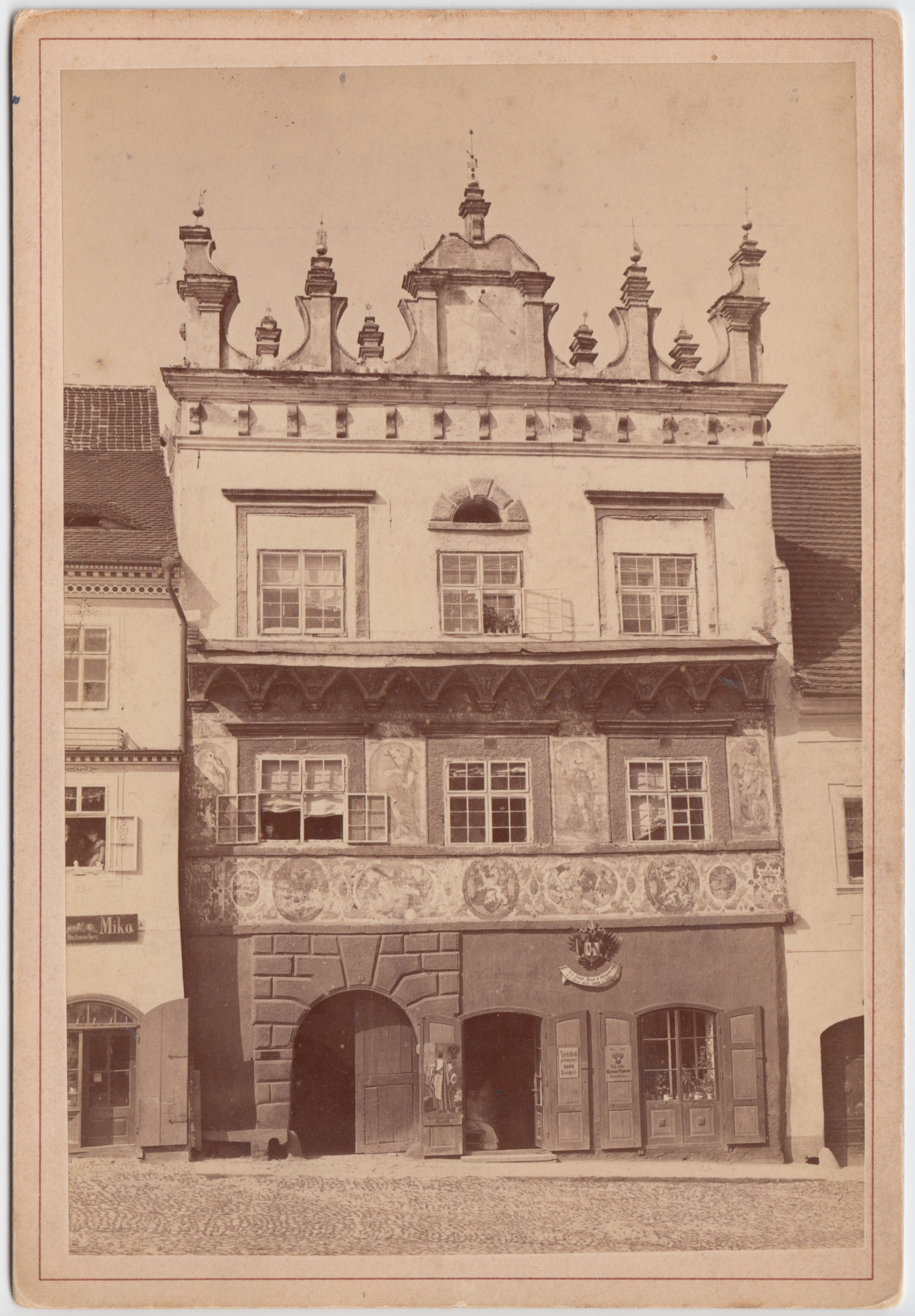
Sitrův dům na archivní fotografii, mezi roky 1886 a 1888.

### Historie domu ve 20. a 21. století
V roce 1945 připadl dům státu, o rok později rozhodla rada MNV o věnování domu pro potřeby městského muzea. Kvůli špatnému stavu domu byl po druhé světové válce rekonstruován. V roce 1949 byla provedena nová omítka na části plochy fasády druhého patra. V roce 1950 restaurátorské práce na fasádě. Muzeum bylo slavnostně otevřeno 5. července 1954. Další rekonstrukce muzea proběhly v letech 1987 až 1993. V letech 1995 až 1997 byla realizována přístavba zadní část v Neumannově ulici čp. 183. V letech 2006 až 2007 byly rekonstruovány sklepní prostory.

## Malířská výzdoba domu
Malířská výzdoba technikou fresco je v souladu s manýristickým charakterem architektury domu. Malby vytvořil prachatický malíř Šebestián Hájek (poprvé je zmiňován v roce 1563) v roce 1604. Na autorství upomíná i nápis a erb na pravé straně pásu mezi přízemím a prvním patrem: "Spernitur hic Peta" a pod erbem pak "1604 Sebestian Hajek" (tato dolní část nápisu je dnes ale již nečitelná). Restaurátorské zprávy dle starší literatury konstatují, že nástěnné malby původně pokrývaly celou fasádu domu od atiky až po přízemí. Obrazové pole středního štítového nástavce atiky zdobila malba slunečních hodin, zlikvidovaná novou fasádou v roce 1949., v současné době hodiny opět obnoveny. Kompletně dochovány jsou tak renesanční malby pouze na ploše fasády prvního patra (erby, alegorie a postavy ctností) a na lunetové římse (vyobrazení českých králů), ostatní části fasády jsou dochovány pouze torzálně (vyobrazení bájných českých knížat na korunní římse).

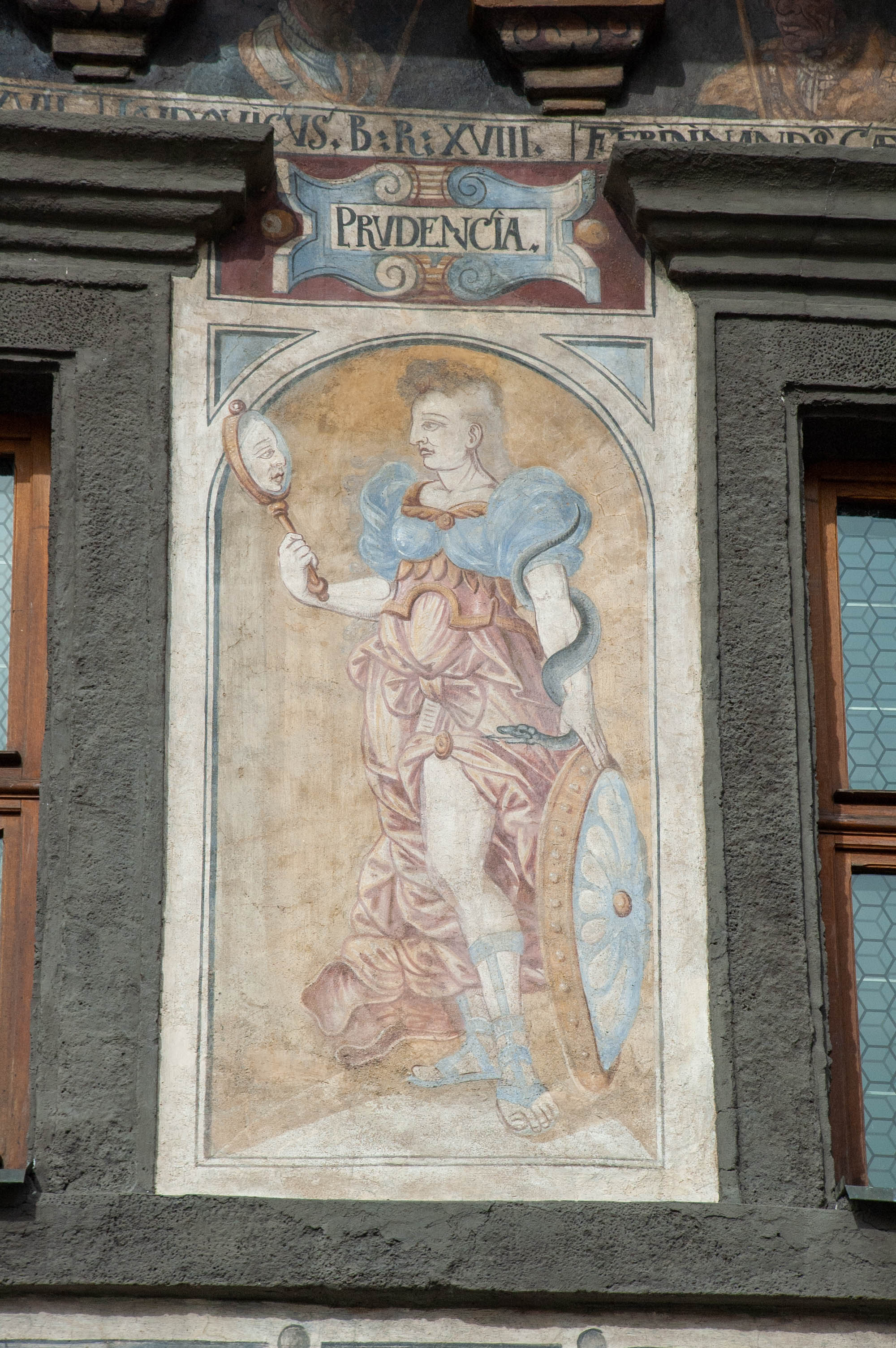
Sitrův dům, alegorie rozumnosti (Prudencia)

V pásu pod okny prvního patra jsou vymalovány zleva: kartuše stavitele domu se zkříženým kladivem a úhelníkem a nahoře s nápisem „Jozef Ffargit Mestenin Sczeskych Budegicz“. Další kartuše je nečitelná (původně zde byl vypobrazen ležící putto), za ní dále následuje dvouhlavý císařský orel, na jehož křídlech jsou erby vedlejších českých zemí, Moravy, Slezska, Hořejší a Dolejší Lužice (tyto erby jsou již dnes ale rovněž nečitelné). Dále pak český dvouocasý lev jako znak Českého království a znak města Prachatice (dvouocasý bílý lev se dvěma klíči v červeném poli). Mezi erby jsou vyobrazeny alegorie Slávy (Gloria, genius podává druhovi korunu) a Vítězství (Victoria, postava s polnicí v ruce). Zcela vpravo je již výše zmiňovaný medailon malíře Šebestiána Hájka.

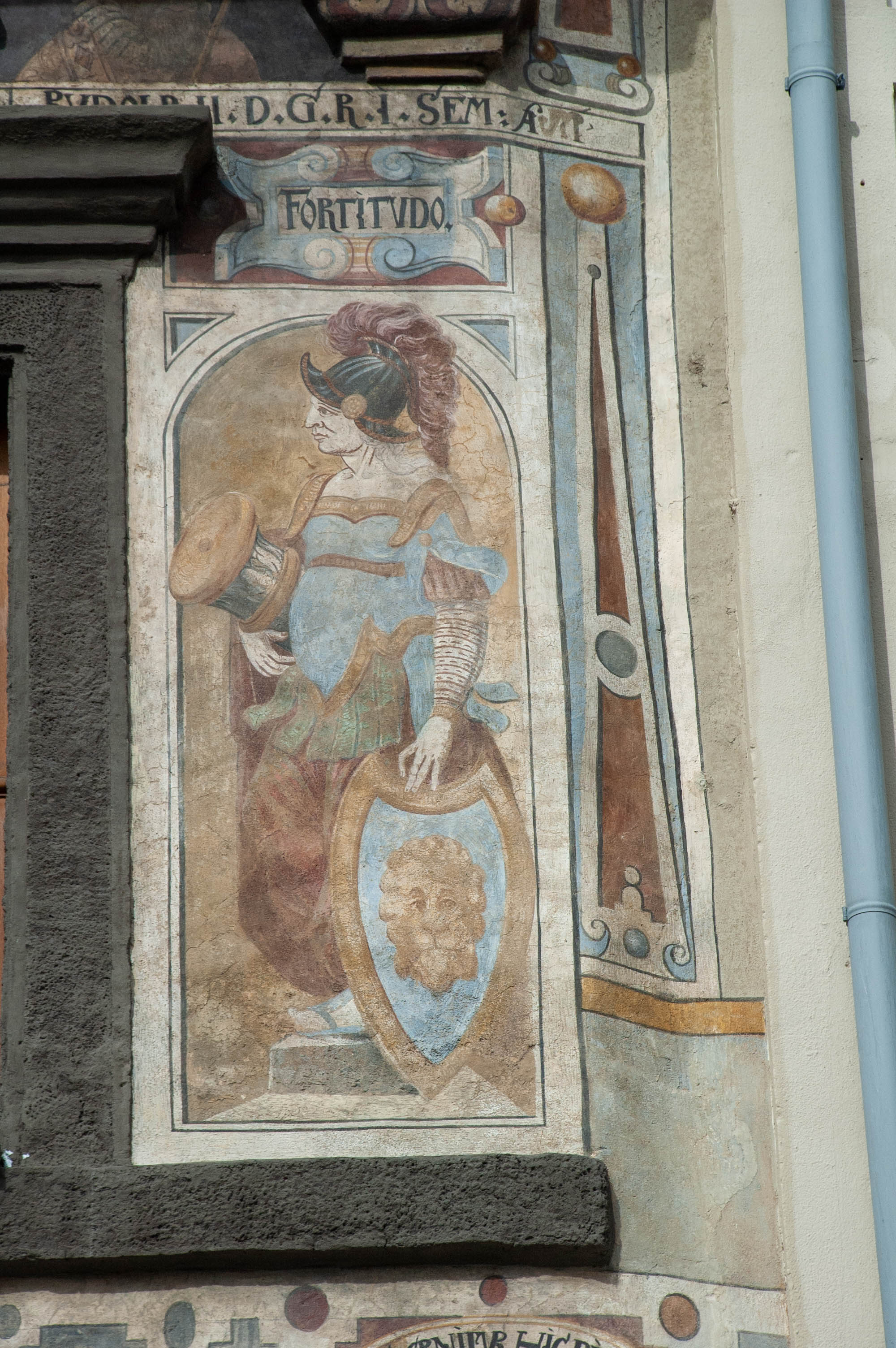
Sitrův dům, alegorie statečnosti (Fortitudo)

Mezi okny prvního patra fasádu zdobí alegorie ctností: Justitia (spravedlnost), Patientia (trpělivost), Prudentia (opatrnost) a Fortitudo (statečnost). Za předlohu alegorií si Hájek, podle restaurátorského průzkumu z roku 1992, vzal rytiny Adriaena Collaerta (1560 – 29. června 1618). Zdá se však, že kromě rytin Adriaena Collaerta, vydaných v Antverpách v roce 1601 (které byly ale asi spíše až druhotnou inspirací), byly hlavní autorovou inspirací pro postavy ctností kresby a grafické listy Josta Ammana, vzniklé někdy mezi roky 1559-1591. Konkrétněji, jde o kresebné návrhy pohárů pro Hanse Petzolta (možné je, že předlohou byly přímo poháry z vlastnictví majitele domu), zobrazující ctnosti a taktéž grafické listy z cyklu 12 slavných žen ze Starého zákona
Miltner v roce 1881 uvádí, že část maleb druhého patra byla v roce 1875 zničena: „... prostor pak nad okny a mezi okny druhého patra, nyní holý, býval prý jindy, jak nám tvrdil pan majitel (r. 1875), pokrytý postavami allegorickými a podobiznami panovníků...“.
Malířskou výzdobu lunet tvoří portréty deseti českých králů. Pod lunetovou římsou jsou vyobrazeni (Václav IV., Zikmund, Albrecht, Ladislav Pohrobek, Jiří z Poděbrad, Vladislav II., Ludvík, Ferdinand I., Maxmilián II. a Rudolf II.). Jako předlohu části panovnických bust malíř použil rytiny, které doprovázely „Kroniku o založení země české a prvních obyvatelích jejích Martina Kuthena ze Šprinsberku“ z roku 1539. Jako vzor pro tyto rytiny pak sloužilo zobrazení českých králů, které původně tvořilo galerie čtyřiceti sedmi českých panovníků v královské síni na Hradčanech, která však vyhořela roku 1541.

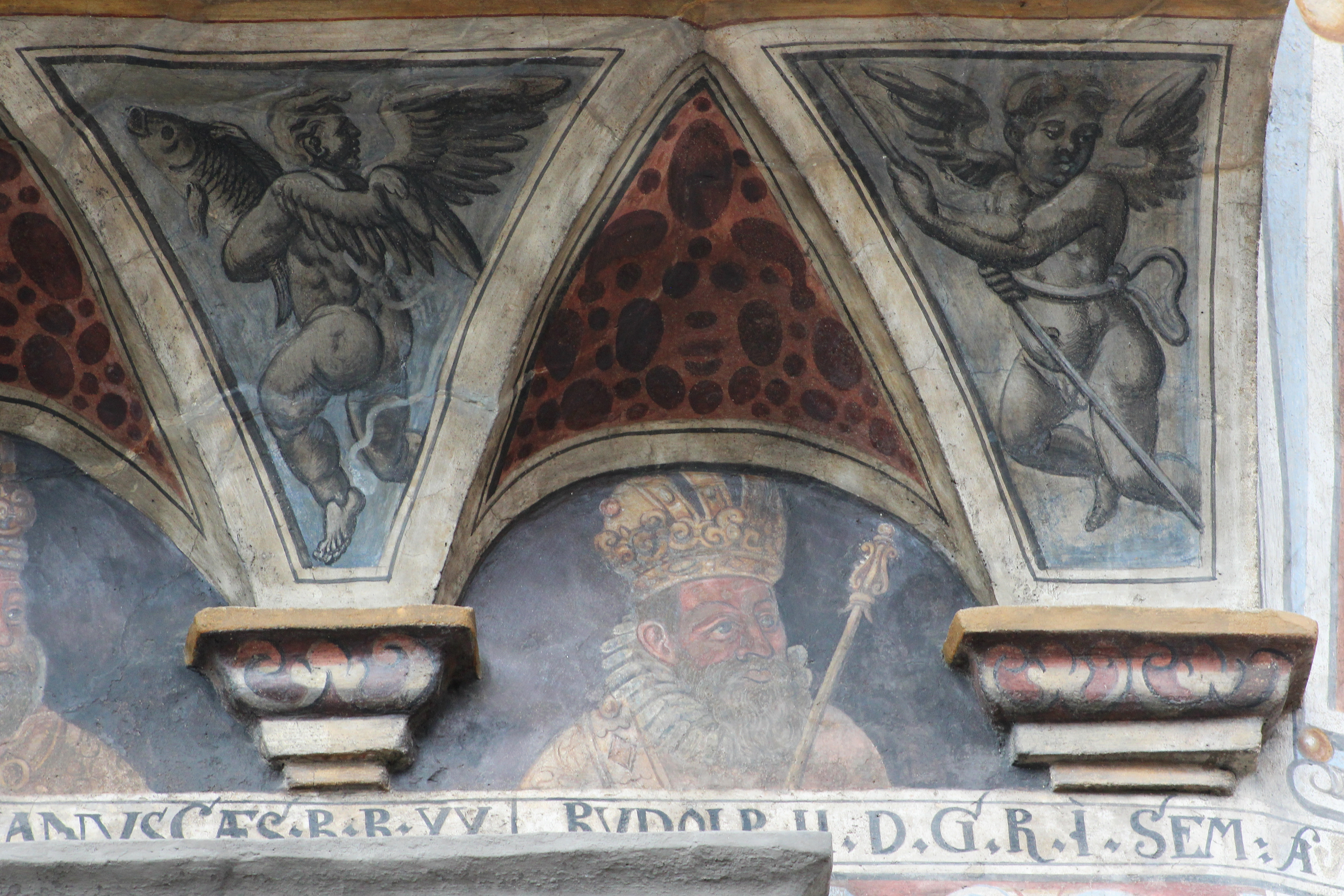
Sitrův dům, portréty českých panovníků: Rudolf II., z Boží milosti římský císař, navždy Vznešený, král Německa, Uherska a Čech (Rudolphus II Dei Gratia Romanorum Imperator Semper Augustus Germaniae Hungariae Bohemiae Rex)

Osmkrát odstupňovaná korunní římsa (pod atikou) je zdobena dekorativními motivy perlovců, pletenců a obdobných prvků v černém, červeném, zeleném a žlutém tónu. V roce 1886 byl stav korunní římsy označován jako havarijní. Zvětralá omítka a její trhliny způsobily kritický stav dekorací naposledy restaurovaných 1950. Příčinou poškození byla větrná eroze, vymývání pigmentů deštěm a působení mrazu. Obrazová výzdoba 12 polí rustikalizovaného vlysu korunní římsy atiky, rytmizovaného konzolami, zůstala v té době době (1986) již jen jako nepatrný fragment. Portréty legendárních českých knížat, na vlysu korunní římsy pod atikou, již byly zcela zničeny a znatelné byly pouze pokrývky jejich hlav. Malířská výzdoba konzol byla téměř zničena, zejména omítka konvexních částí byla zcela zvětralá. V rámci příprav restaurátorských prací v roce 1992 zpracoval Jan Müller ikonografické podklady jako vodítko pro restaurátory maleb na fasádě. Identifikoval Alegorie, Ctnosti, Mytická české knížata i české krále. Lze předpokládat, že jako grafickou předlohu pro vyobrazení českých knížat malíř použil stejný vzor jako pro postavy českých králů, tedy „Kroniku o založení země české a prvních obyvatelích jejích Martina Kuthena ze Šprinsberku“ z roku 1539.
Dříve býval, podle Vincenta Šofferleho, na domě i latinský nápis: "Benedic domine domum istam et omnes habitantes in illa, sitque in illa sanitas, castitas, humanitas, sanctitas, virtus, victora, fides, spes, chariatas, temperantis, potentia, spiritualis disciplina et obededientia per infinita saecula Amen. Deus has aedes custodierit et defenderit inaniter hominium vires contendunt." ("Žehnej, Pane, domu tomuto a všem obývajícím v něm, a buďtež v něm zdraví, čistota, lidskost, svatost, ctnosti, vítězství, sláva, víra, naděje, láska, mírnost, zámožnost, kázeň duchovní a poslušnost na věky věkův Amen. Jestliže Bůh nebude opatrovati a hájiti domu toho, marně se snaží síly lidské.") Nápis nám tedy celkově shrnuje a doplňuje ikonografický a ikonologický výklad malířské výzdoby domu, včetně jejích nedochovaných částí na ploše fasády druhého patra (patrně byly mezi okny druhého patra vyobrazeny ctnosti v tomto pořadí: fides, spes, chariatas a temperantia; lze předpokládat, že jako vzor mohly posloužit opět grafické návrhy pohárů Josta Ammana pro Hanse Petzolta) .

### Ikonografie malířské výzdoby na fasádě
(postupně): pás pod okny prvního patra (alegorie) - výzdoba mezi okny prvního patra (ctnosti) - výzdoba korunní římsy pod atikou (česká knížata) - výzdoba lunetové kordonové římsy (čeští králové):

Prachatice, náměstí čp. 13 - ikonografické podklady pro restaurování čelní fasády
- Alegorie:
  - "Gloria" (Sláva)
  - "Victoria" (Vítězství)

- Ctnosti:
  - "IUSTITIA" (Spravedlnost)
  - "PACIENCIA" (Trpělivost)
  - "PRUDENTIA" (Moudrost)
  - "FORTITUDO" (Síla)

Poprsí českých mytických knížat: (v podstatě nedochováno)
- I. .......(Čech?)
- II. ......(Libuše)
- III. PRINCEPS ...... (Krok?)
- IV. PRIMISLAVS D.B. III (Přemysl)
- V. TIRANIS VLASTA PVEL (Vlasta - viz Dívčí válka)
- VI. NEZAMISL D.B. IIII. (Nezamysl)
- VII. MNATA DVX: BO: V. (Mnata)
- VIII.VOGENIUS DV. BO: 6 (Vojen)
- IX. VNISLAVS DVX B: 7 (Vnislav)
- X. VLASTISLAIST. DB: 8 (Vlastislav - kníže Lučanů, poraženy Neklanem)
- XI. GREZOMIL ... (Křesomysl)
- XII. H.... (Hostivít?)

Poprsí českých králů (lunetová římsa)
- I. VENCESLAVS III. REX: B: XII: (Václav IV.)
- II. SIGISMUND CAES: B: R: XIII: (Zikmund)
- III. ALBERT CAES: B: R: XIIII: (Albrecht)
- IV. GEORGIVS BO: REX: XVI: (Jiří Poděbradský)
- V. VLADISLAVS B: R: XVII: (Vladislav II. Jagelonský)
- VI. LVDOVICVS B: R: XVIII: (Ludvík Jagelonský)
- VII. FERDINANDVS CAES: AVG: B: R: XIX: (Ferdinand I.)
- VIII.M...LIANVS CAES: B: R: XX: (Maxmilián II.)
- XI. RVDOLP(H) II. D.G.I. SEM: AVG:...LIANVS (Rudolf II.)

Předlohou byly dřevořezové ilustrace (poprsí) v "Kronice o založení země české a prvních obyvatelích jejích "Martina Kuthena ze Špinsberku z roku 1539. Vyšla z pražské tiskárny Pavla Severina. Dřevořezy se inspirovaly cyklem českých panovníků v jednom ze sálů Pražského hradu v 1. čtvrtině 16. století. Zanikly při požáru v roce 1541. Předtím však okopírovány v kodexu, který nechal pořídit Jan Zajíc z Hasenburka a na Budyni (tzv. Hasenburský kodex).

## Restaurátorská práce na sgrafitech fasády a fresek v interiérech domu
Od přelomu 19. a 20. století byly prováděny restaurátorské práce na výzdobě fasády domu i fresek v jeho interiérech.
- Vídeňský malíř Hans Lukesch restauroval v 1911[36] zřejmě pouze 1. patro domu. Tomu nasvědčuje restaurátorská zpráva z průzkumu v roce 1992. Podle ní dochované Lukeschovy tmely na lunetové římse nesvědčí o příliš citlivém přístupu k restaurované památce.[37]
- František Fišer restauroval fragmenty výzdoby fasády v roce 1950. Jeho práce je popsána ve vlastní zprávě, kronice Prachatic a ve zprávě o restaurování z 1992:[37][P 3][38]Fišerův zásah se týkal všech dochovaných fragmentů malířské fasády a předcházel ho restaurátorský průzkum. Při opravě byla snímána řada starších retuší a přemaleb, malba a její podklad byly zpevňovány. Poměrně mnoho starých tmelů restaurátor ponechal a opravil retuší. Vedle retuše neutrální Fr. Fišer ve značném rozsahu užíval i retuše napodobivé a rekonstrukční – zvláště u lunetové římsy a parapetového vlysu. Výtvarný charakter rekonstrukcí se nejeví vždy z památkového hlediska jako optimální

Fišer v rámci restaurátorského průzkumu zjistil sondou, že okna ve 2. patře byla původně vyšší a dosahovala až nadokenní římsy. Zazděna byla na půl cihly a dutina zazdívky byla zasypána kamením a úlomky cihel.
- Další restaurátorský zásah provedly restaurátorky Eva Kyšková[39] a Marcela Šebelová Vašků[40] v roce 1970.[37][P 4] Oprava maleb se bohužel týkala pouze 1. patra objektu. Na rozdíl od Fr. Fišera lze přístup restaurátorek charakterizovat jako přísně konzervační - v duchu dobových koncepcí Slánského školy. Při práci uplatnily především retuš neutrální, jen lokálně napodobivou A to i v případech, kdy by náznaková rekonstrukce dekorativních, opakujících motivů, vedla k příznivému výtvarnému zacelení malířské výzdoby fasády objektu. Viz zvláště horní římsičku lunetové římsy, vavřínové a rolverkové orámování znak a kartuší s alegorickými postavami.

- Restaurace malířské výzdoby fasády od Š. Hájka z roku 1904 na domě Žďárských čp. 13 v Prachaticích 1992.[4][17][30][41][42][43][44][45][46][47][48][49]
- Restaurace fragmentu interiérové nástěnné malby Ukřižování v 1. patře domu Žďárských (čp. 13) v Prachaticích 1992.[50]

## Dům čp. 13 v literatuře
Sitrův dům je často citován v odborné literatuře. Po roce 2000 je též citován též v kvalifikačních pracích studentů vysokých škol. Významným zdrojem informací o novodobém vývoji domu, obnově a restaurování jeho malířské výzdoby jsou restaurátorské zprávy, záměry a jejich syntézy. Nejnovější poznatky jsou obsaženy ve zprávách o posledním restaurátorském zásahu v letech 1992, jeho přípravě a vyhodnocení včetně rozsáhlé fotografické dokumentace a analýzy dochovaných materiálů. Jan Muller a Petra Hoftichová v roce 1986 v rámci průzkumu stavu nástěnných fasád shrnuli vývoj poškození fasád od 19. století a rovněž sumarizovali literaturu ke vzniku maleb a jejich inspiraci.

## Dům Žďárských v kontextu renesance v Prachaticích a městské památkové rezervace
Poloha domu je významným dokladem urbanistického vývoje středu Prachatic a Velkého náměstí. Doložení stavebního vývoje domu a jeho malířské výzdoby na fasádě odráží postupný majetkový vzestup prachatických měšťanů v 16. století, kdy město vlastnili Rožmberkové, zejména v éře vladařství Viléma z Rožmberka v 2. polovině 16. století. Období, kdy vznikala renesance v Prachaticích, bývá nazýváno zlatým věkem Prachatic. Dům je významným prvkem Městské památkové rezervace Prachatice. Dům č.p. 13 odpovídá pojetí kulturní památky a památkové ochrany požívá celý objekt. Průčelí dominuje jižní straně Velkého náměstí a je významným rysem vytvářejícím charakter MPR Prachatice. V domě jsou dochovány historické konstrukce z období renesance. Cenný je i dochovaný fragment figurální fresky v interiéru (ukřižování Krista z pol. 15. století se související nikou pro domácí oltářík).

## Galerie domu

### Pohledy na Sitrův dům z Velkého náměstí

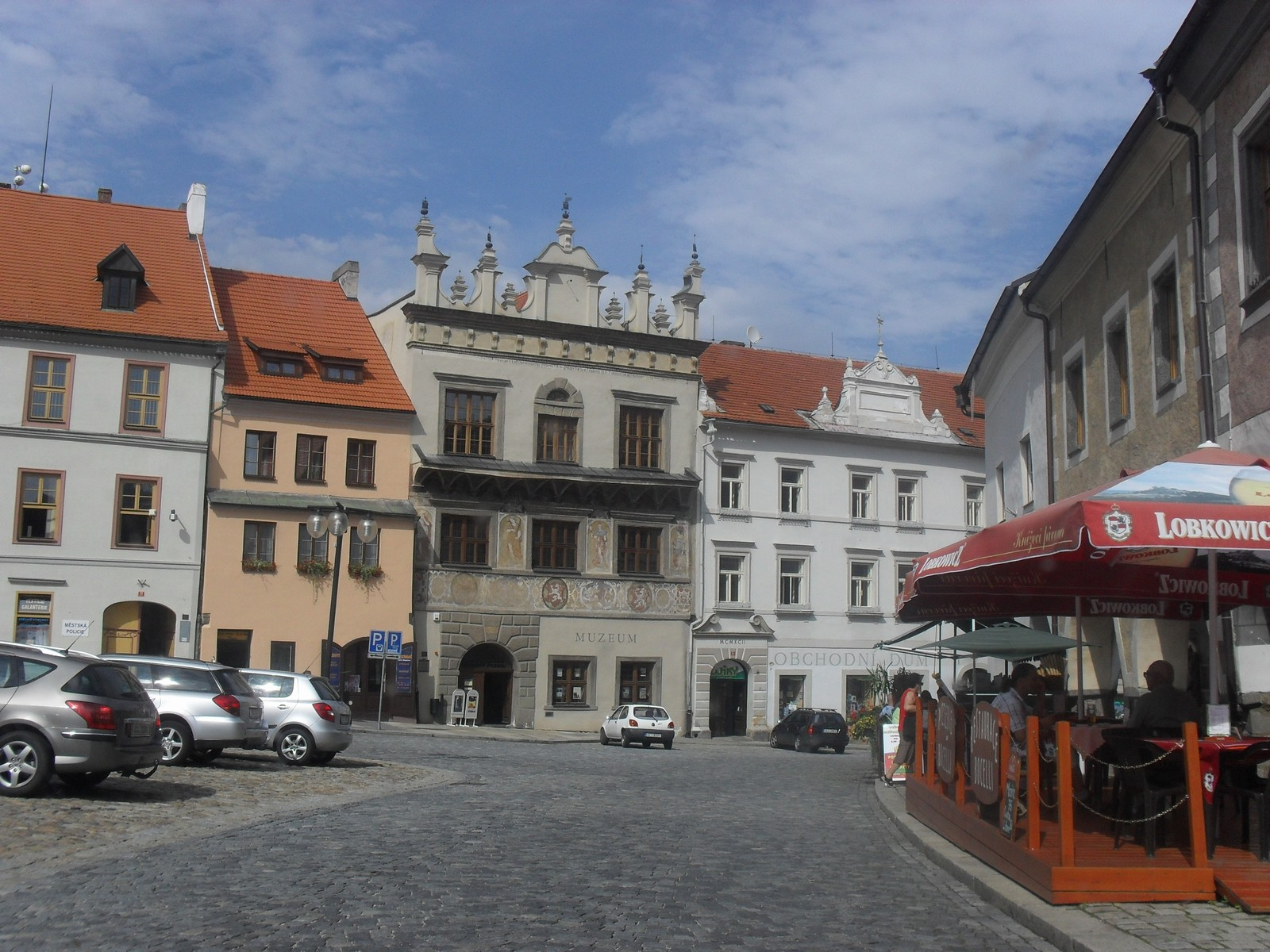
Pohled na Sitrův dům z Velkého náměstí
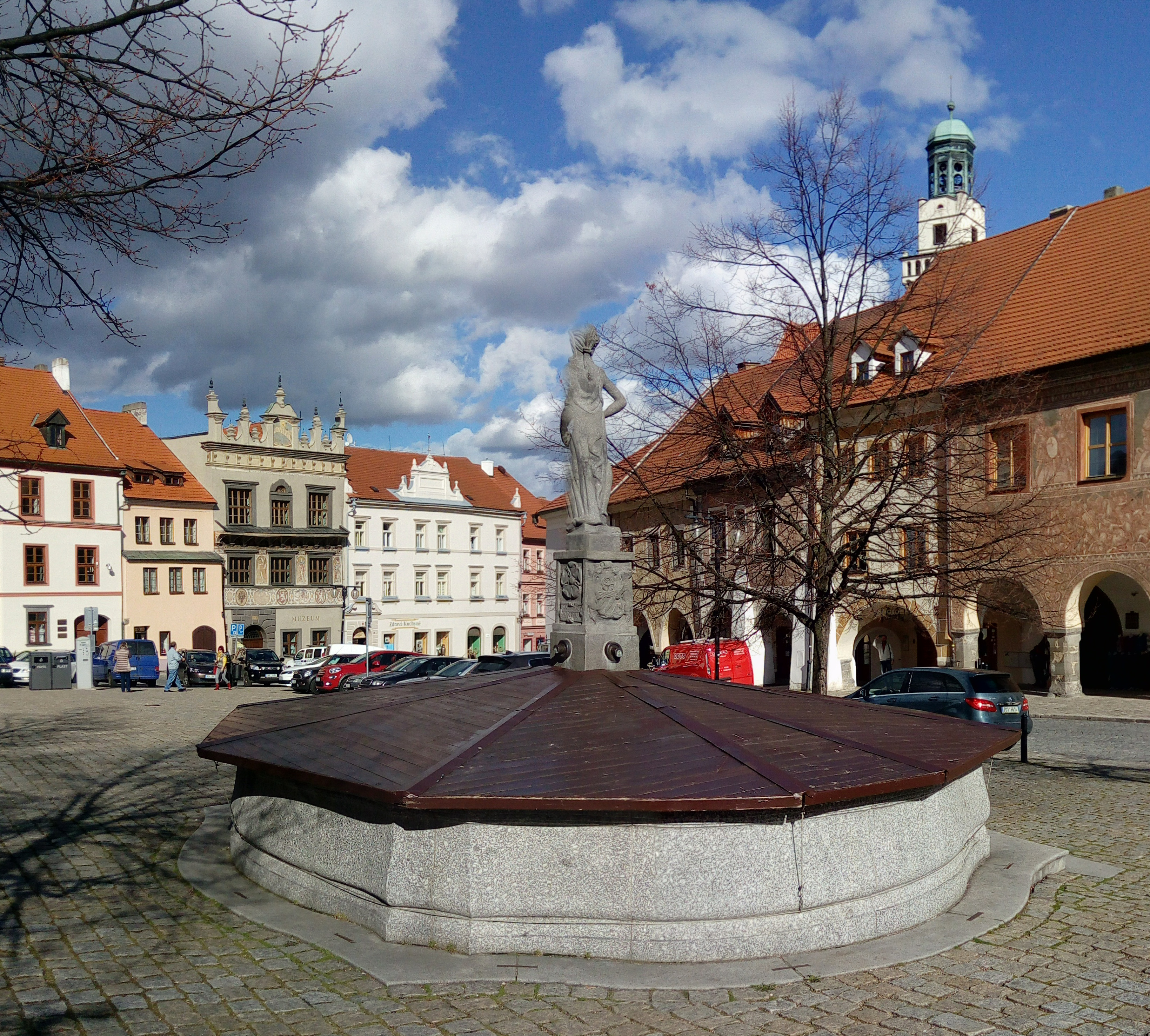
Pohled na Sitrův dům přes kašnu na Velkém náměstí
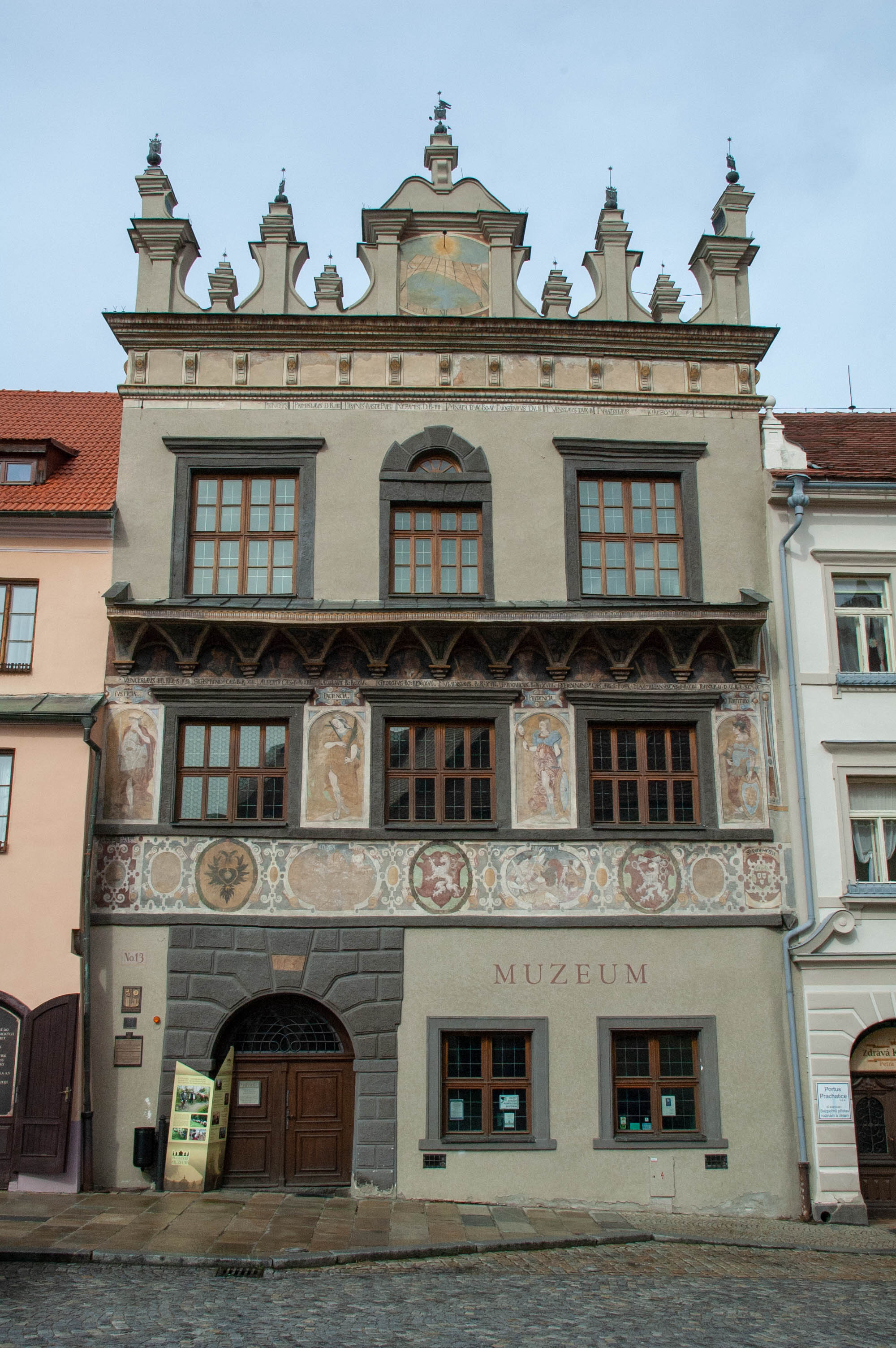
Pohled na Sitrův dům z Velkého náměstí

### Detaily fresek na fasádě

#### Detaily pásu fresek pod okny 1. patra

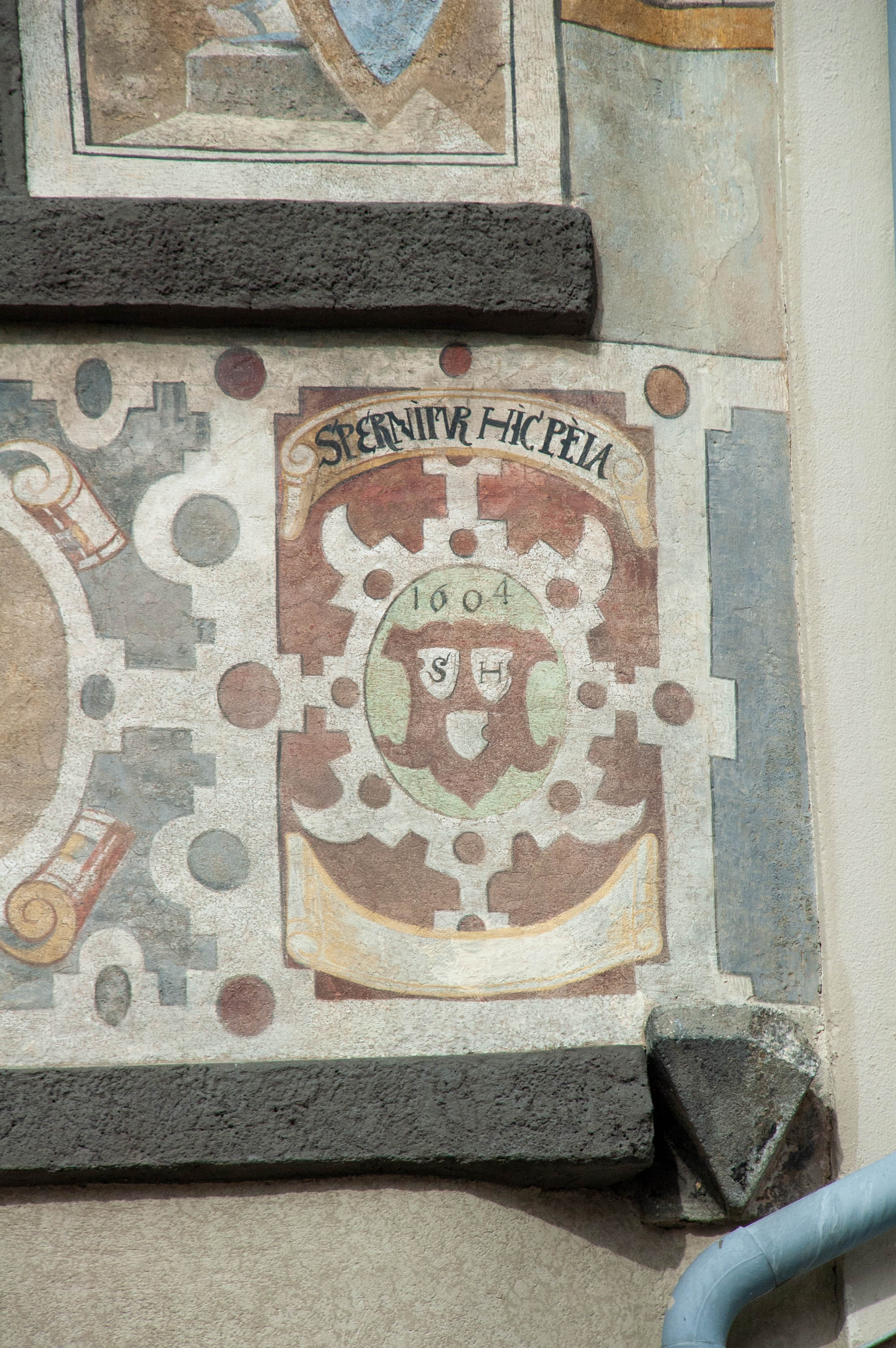
Detaily fresek z pásu pod okny 1. patra – Victoria
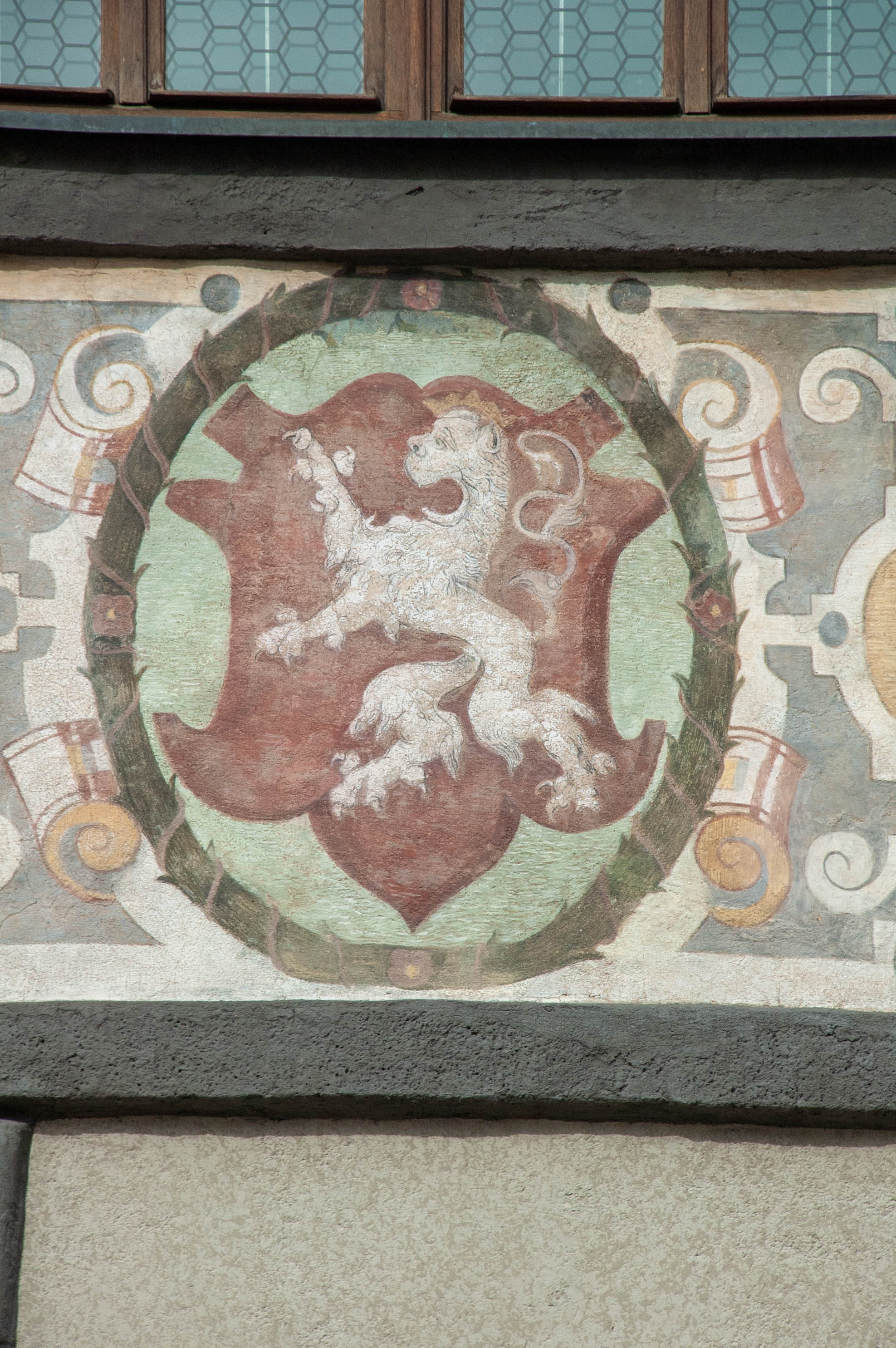
Detaily fresek z pásu pod okny 1. patra – český lev
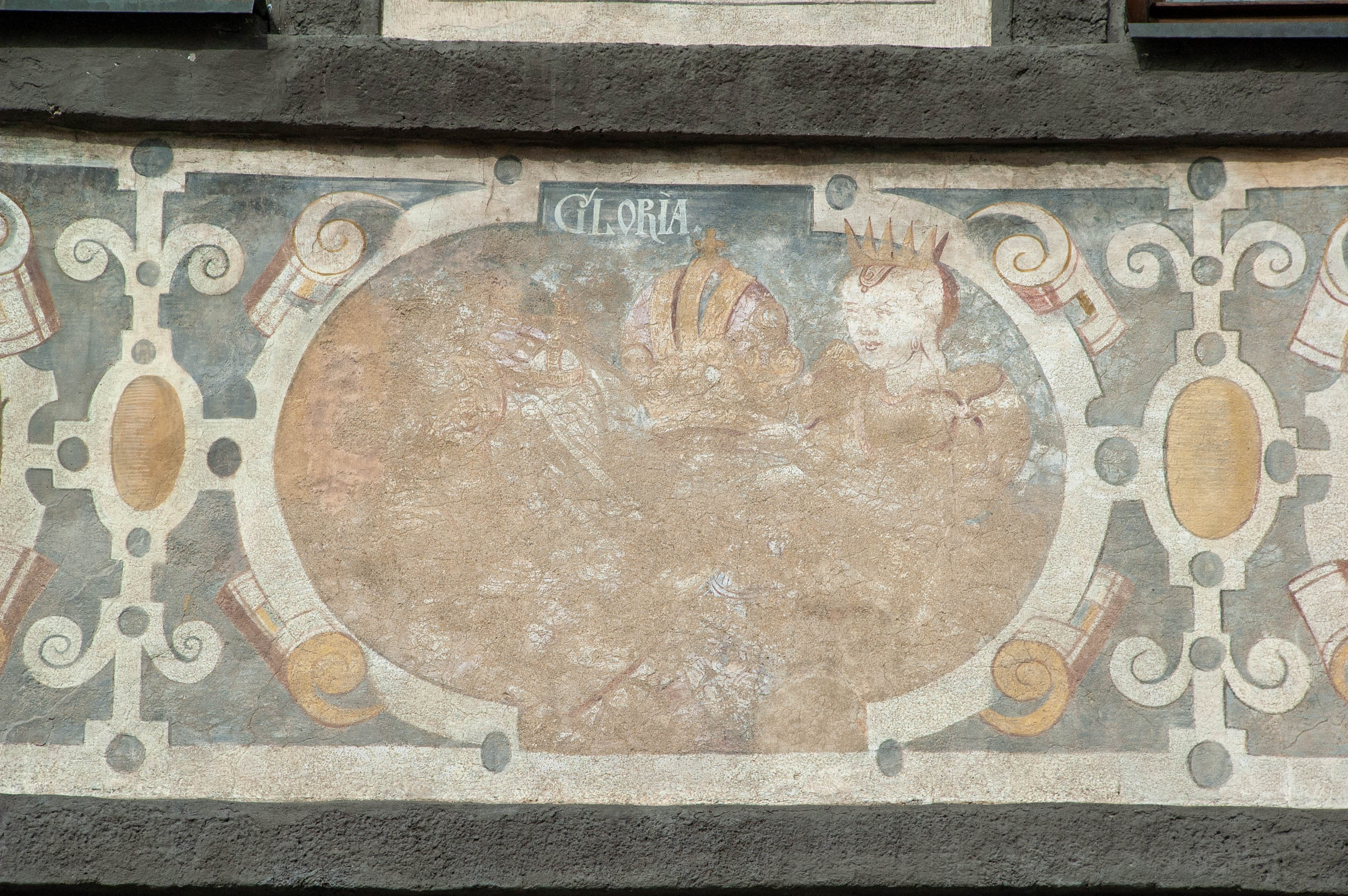
Detaily fresek z pásu pod okny 1. patra – Gloria
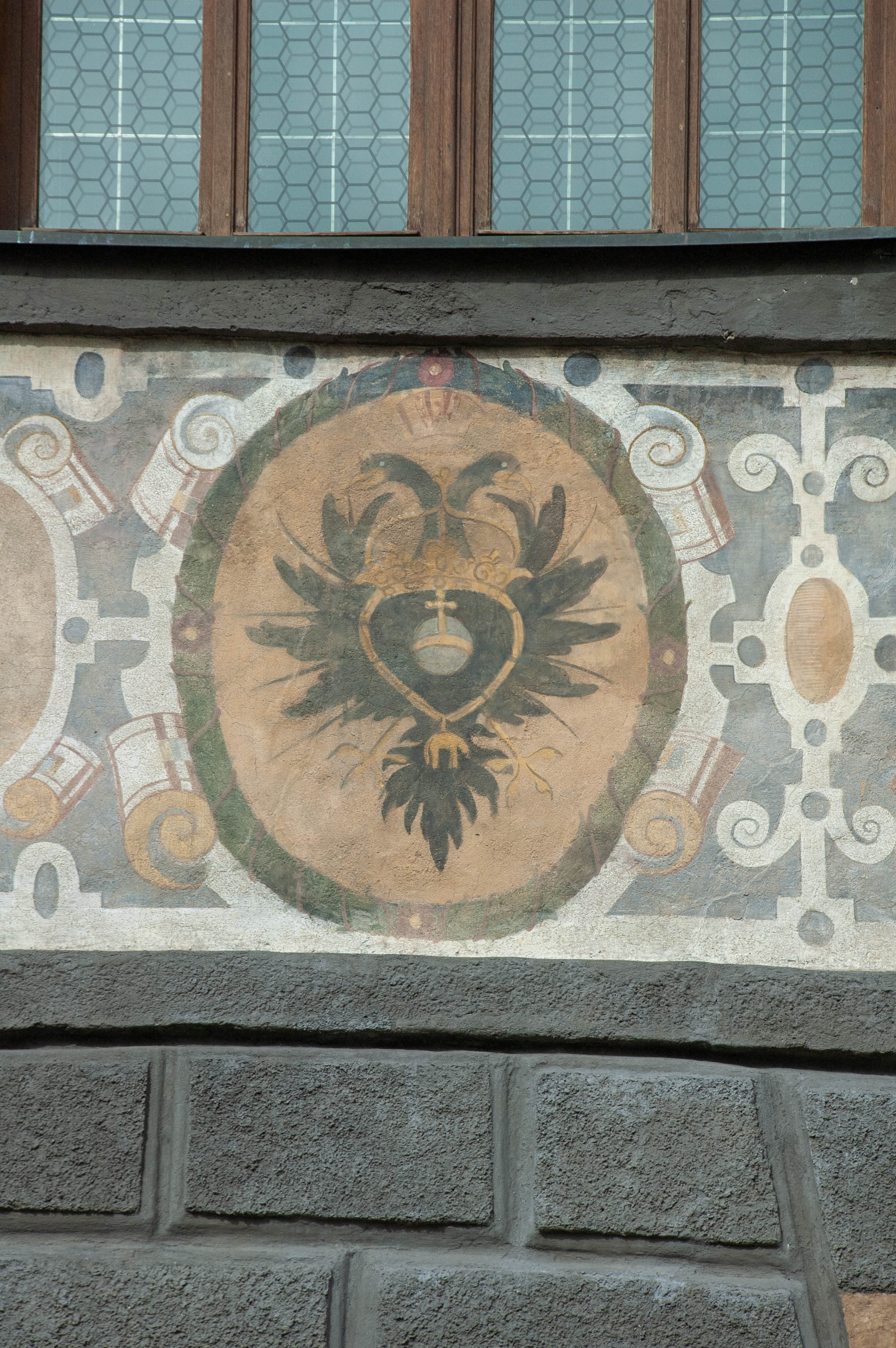
Detaily fresek z pásu pod okny 1. patra – Habsburský orel
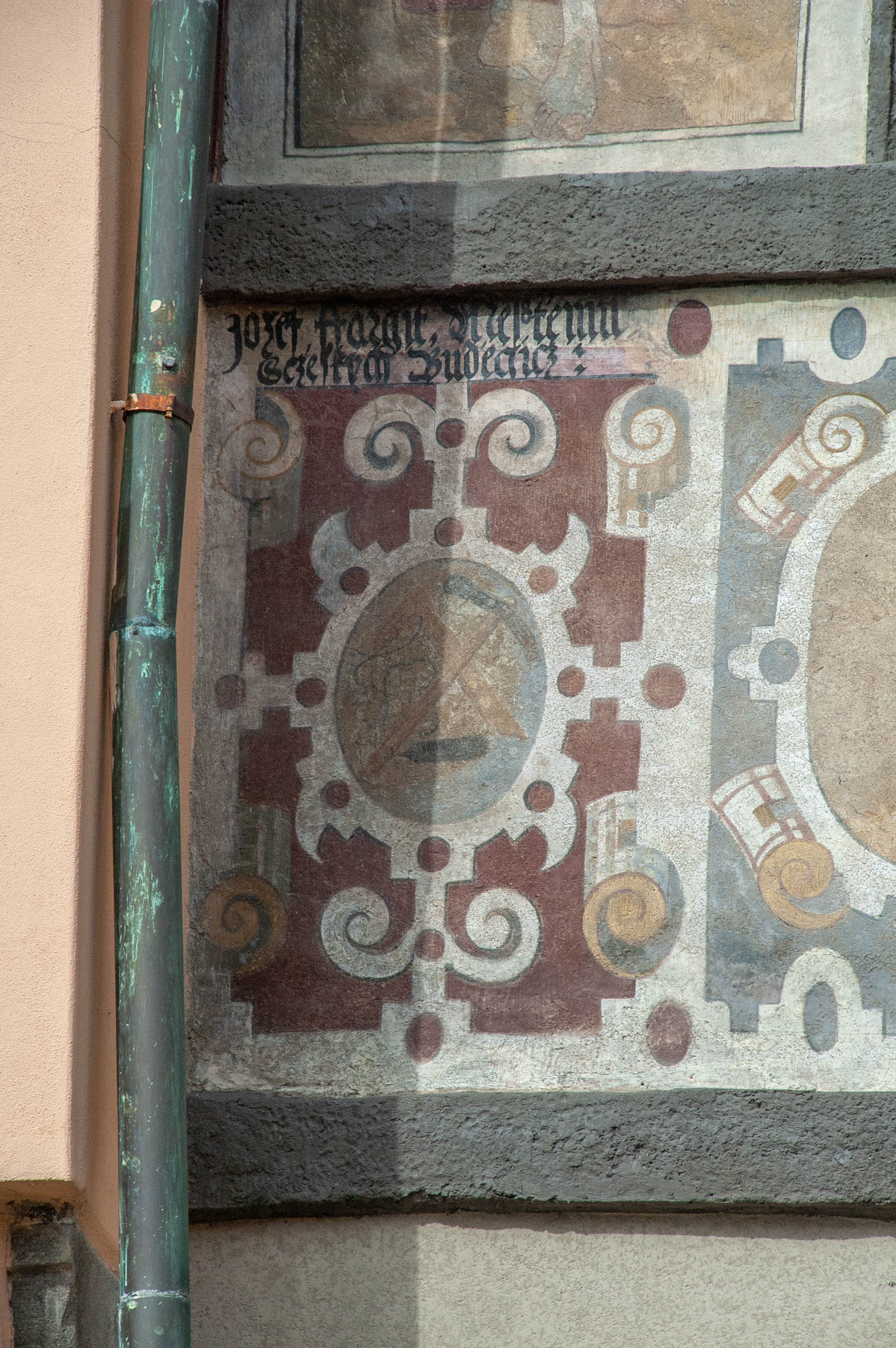
Detaily fresek z pásu pod okny 1. patra – KLadivo a úhelník

#### Detaily pásu fresek mezi okny 1. patra

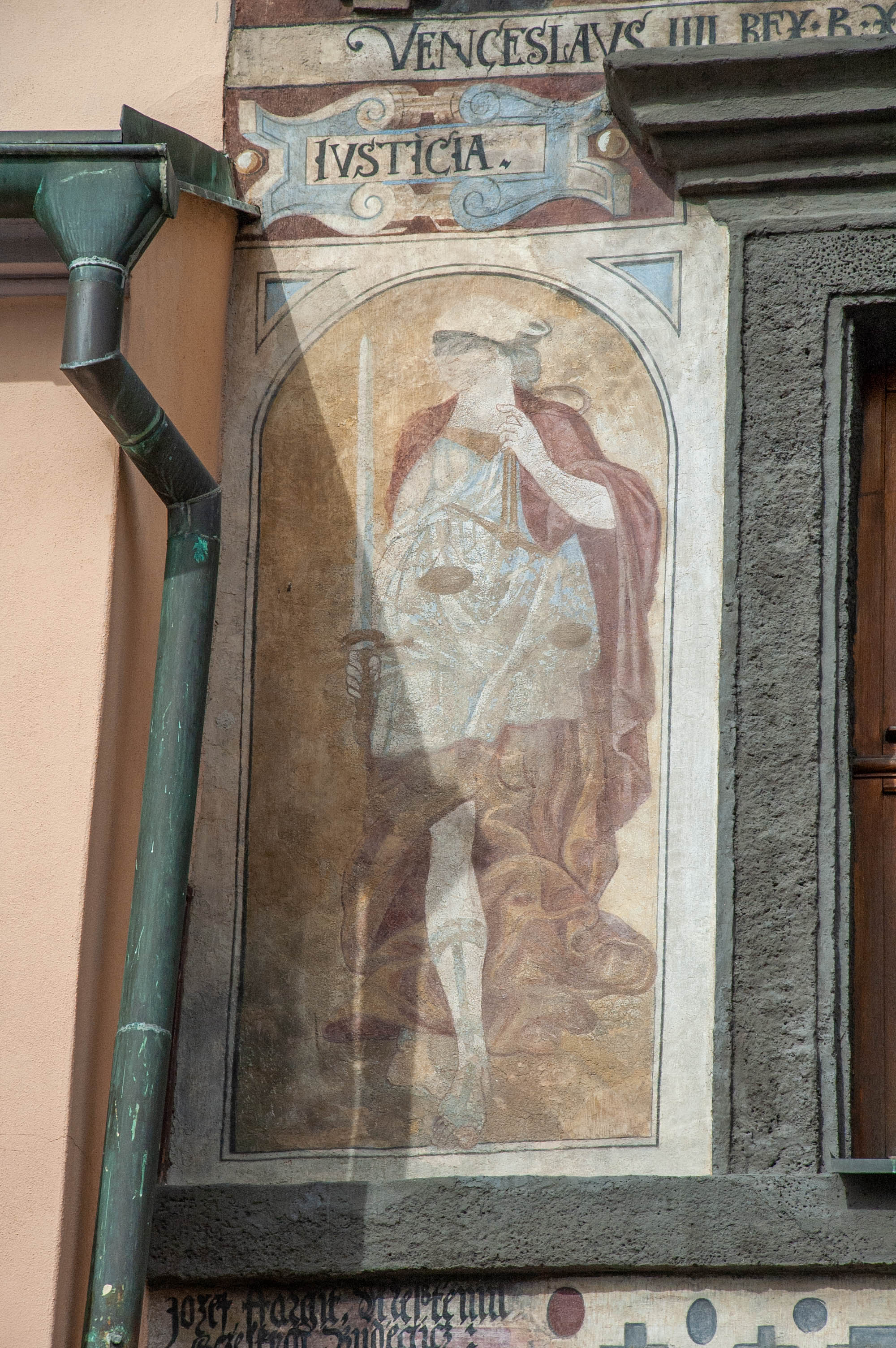
Detaily fresek mezi okny 1. patra – Iusticia
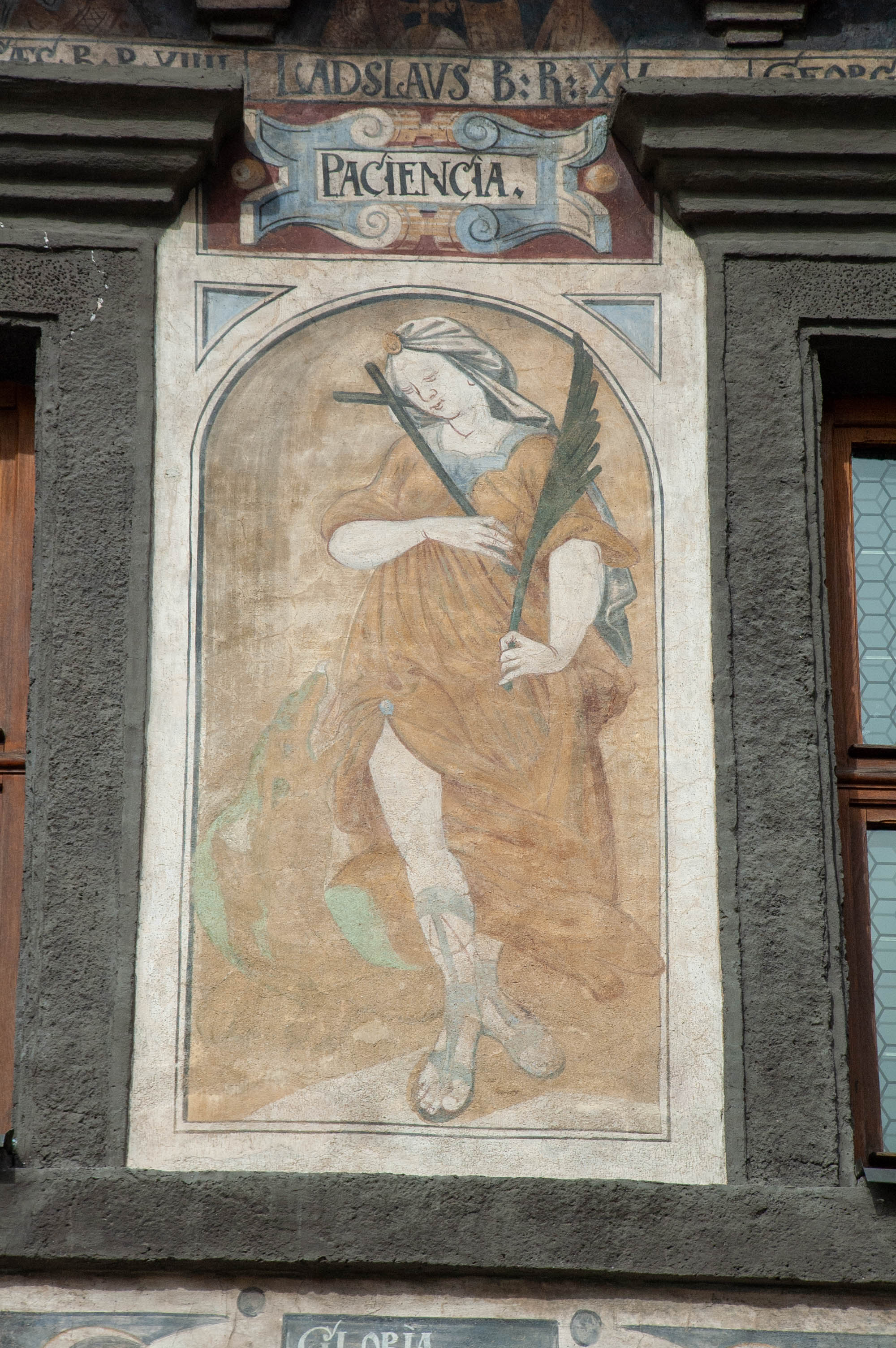
Detaily fresek mezi okny 1. patra – Paciencia
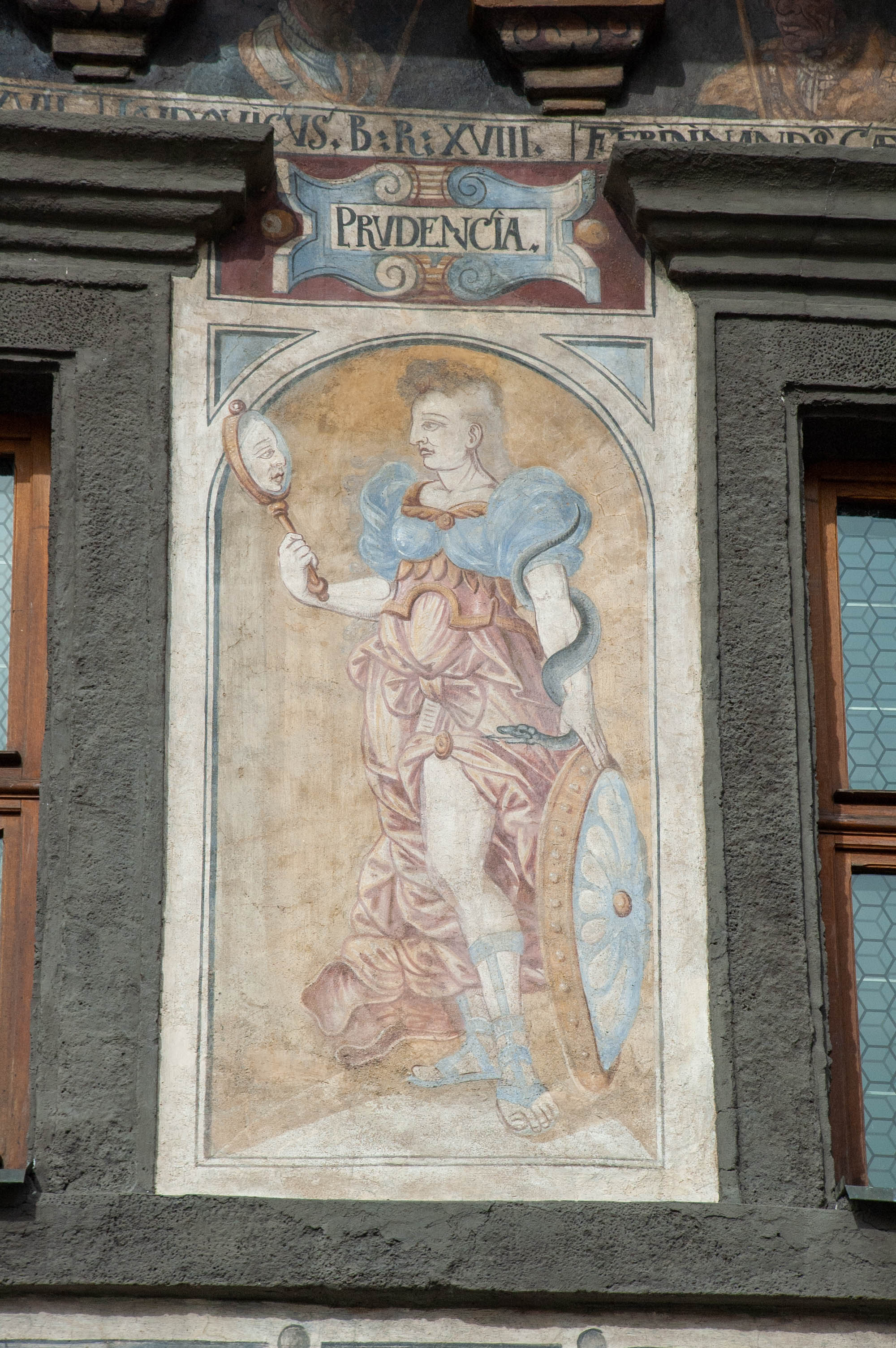
Detaily fresek mezi okny 1. patra – Prudencia
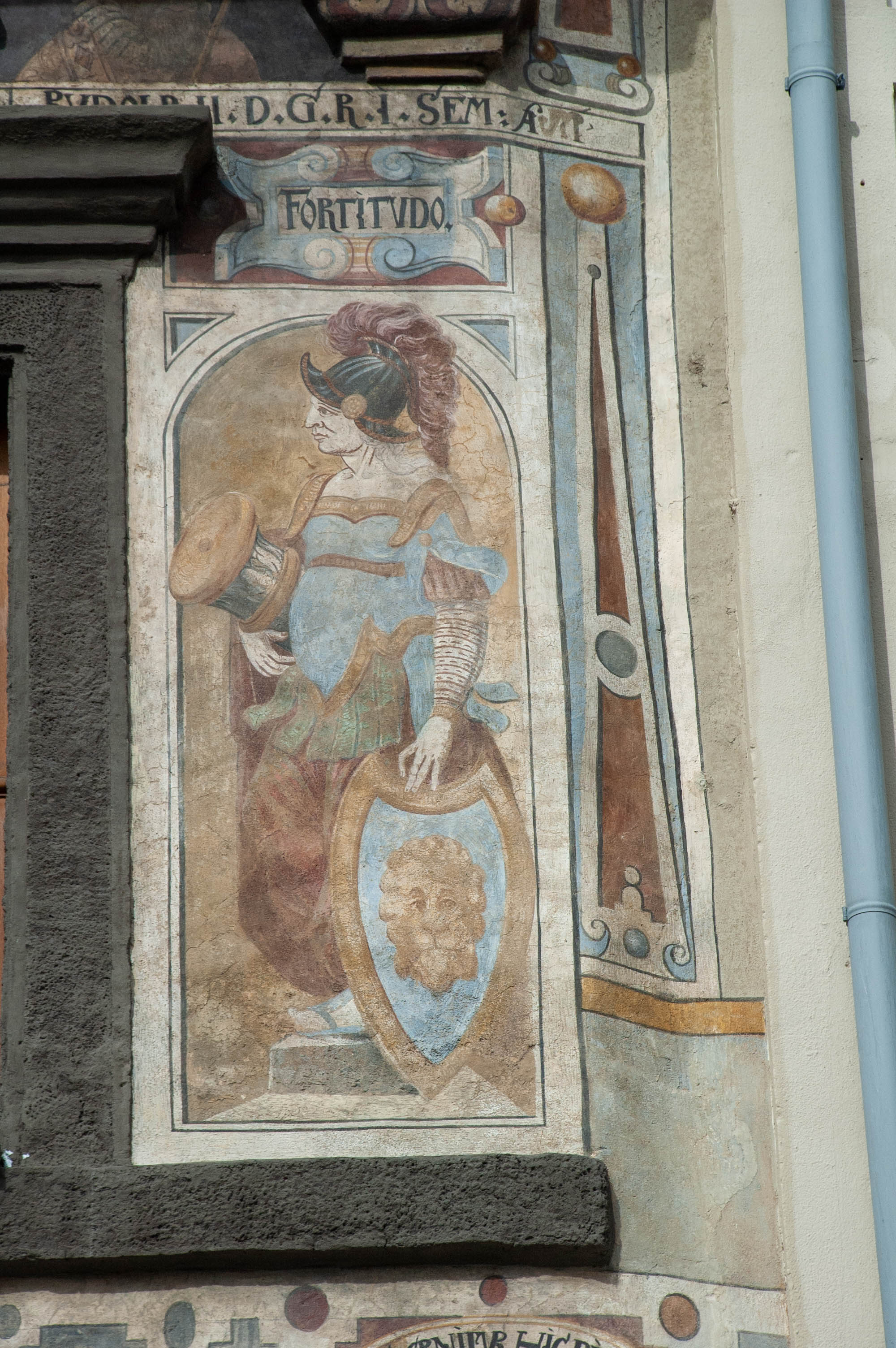
Detaily fresek mezi okny 1. patra – Fortitudo
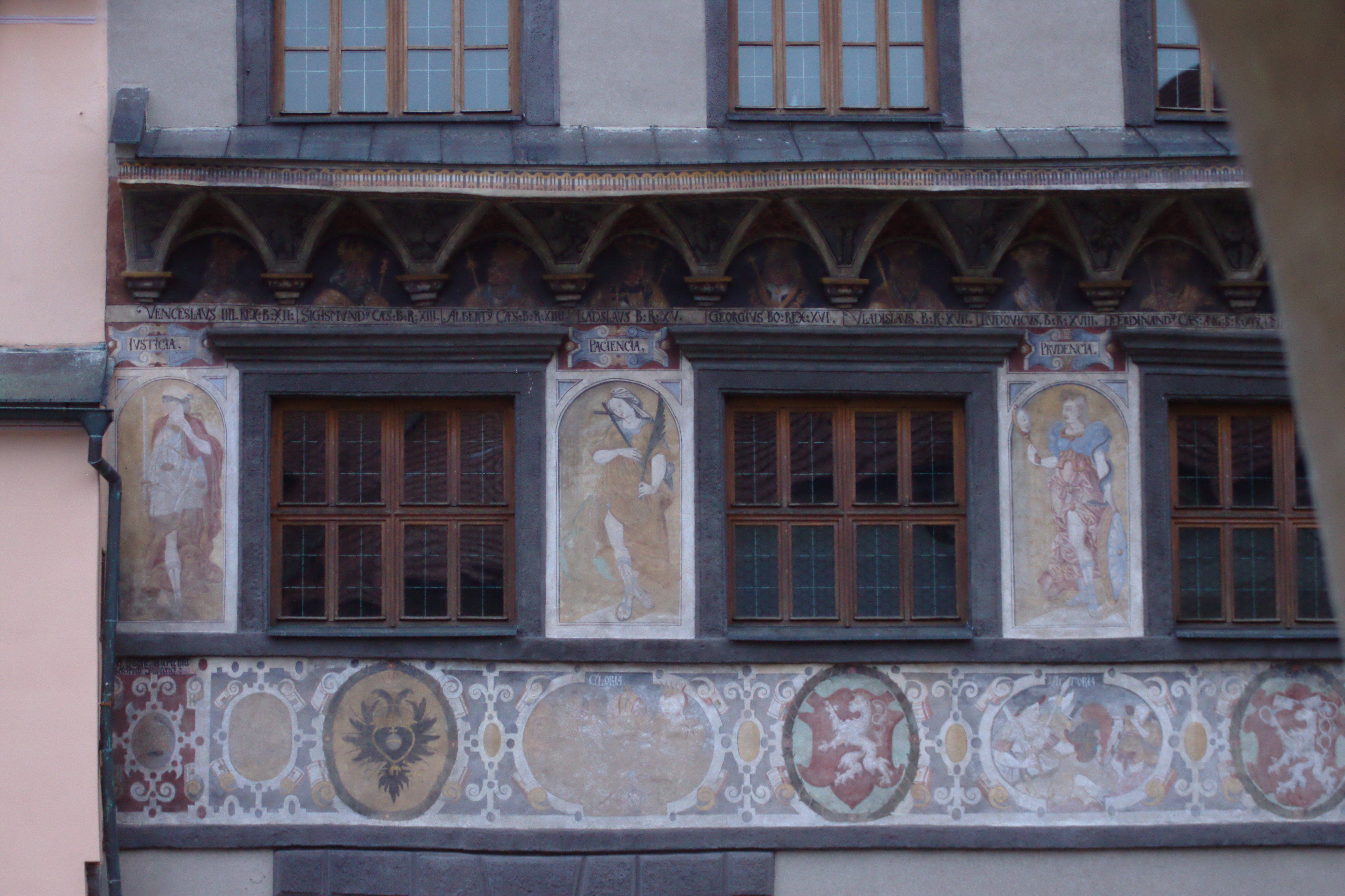
Detaily fasády, okna, lunetová římsa a fresky mezi a pod okny

### Portréty českých panovníků v lunetové konzoli domu

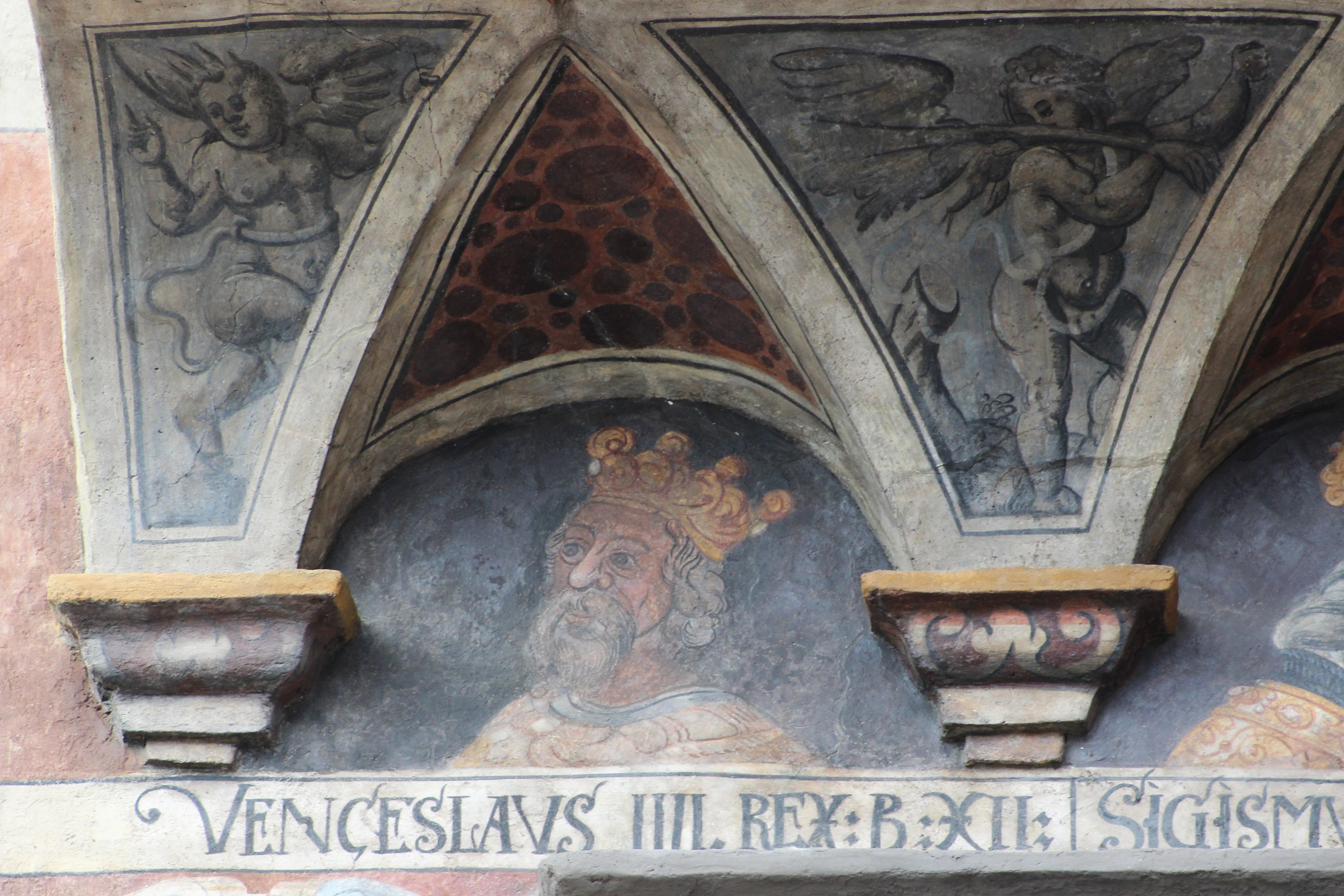
Král Václav IV.
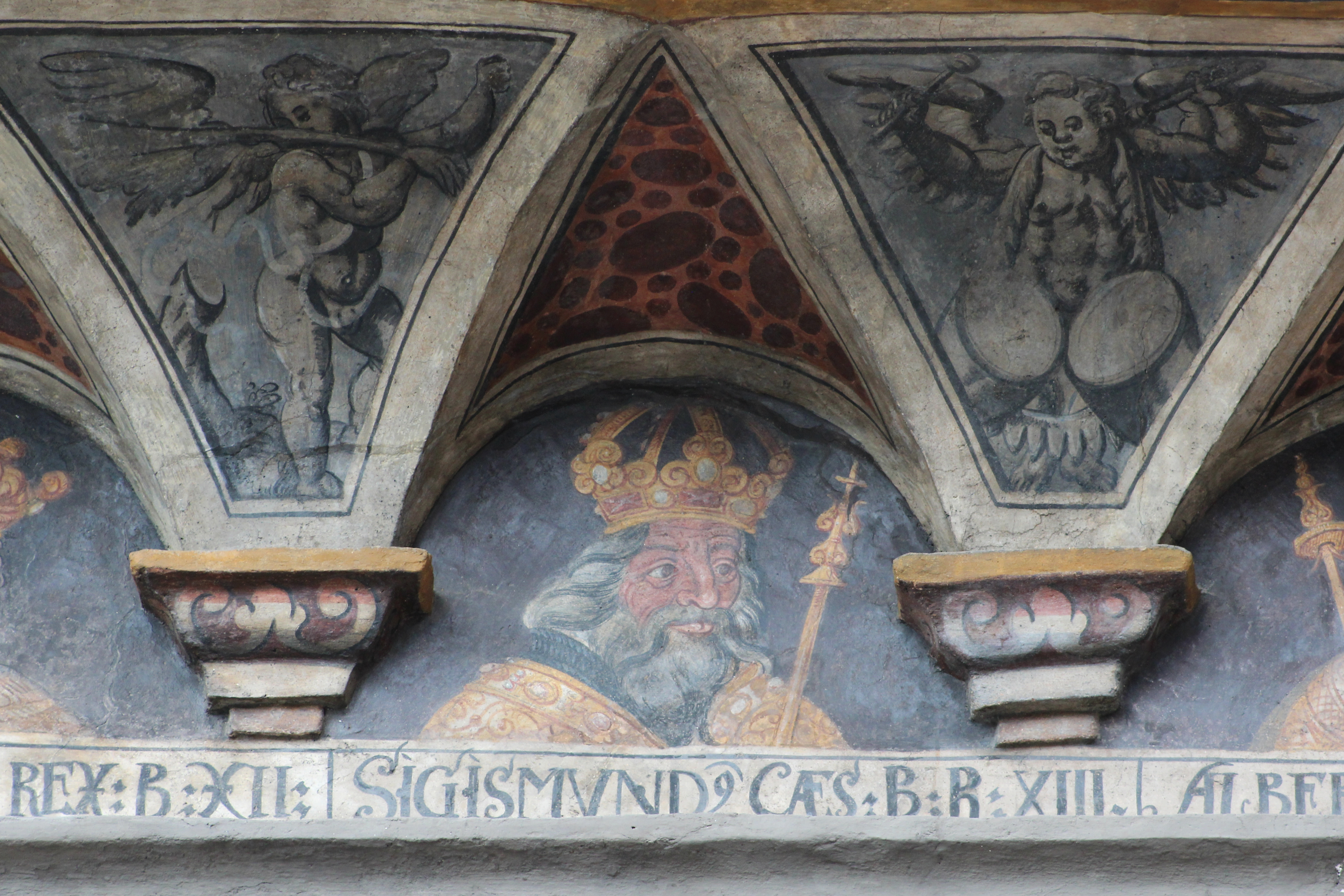
Císař Zikmund
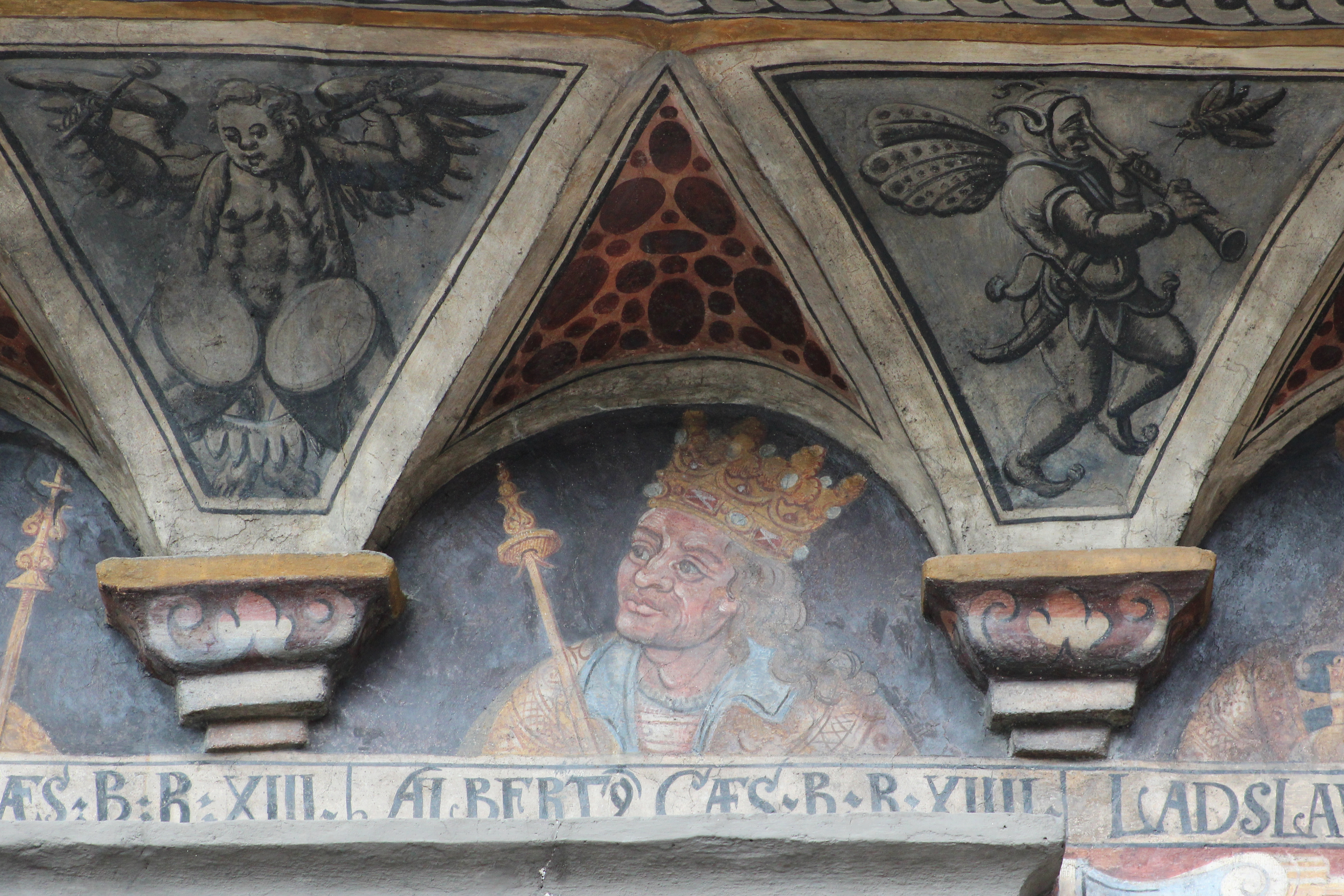
Císař Albrecht II. Habsburský
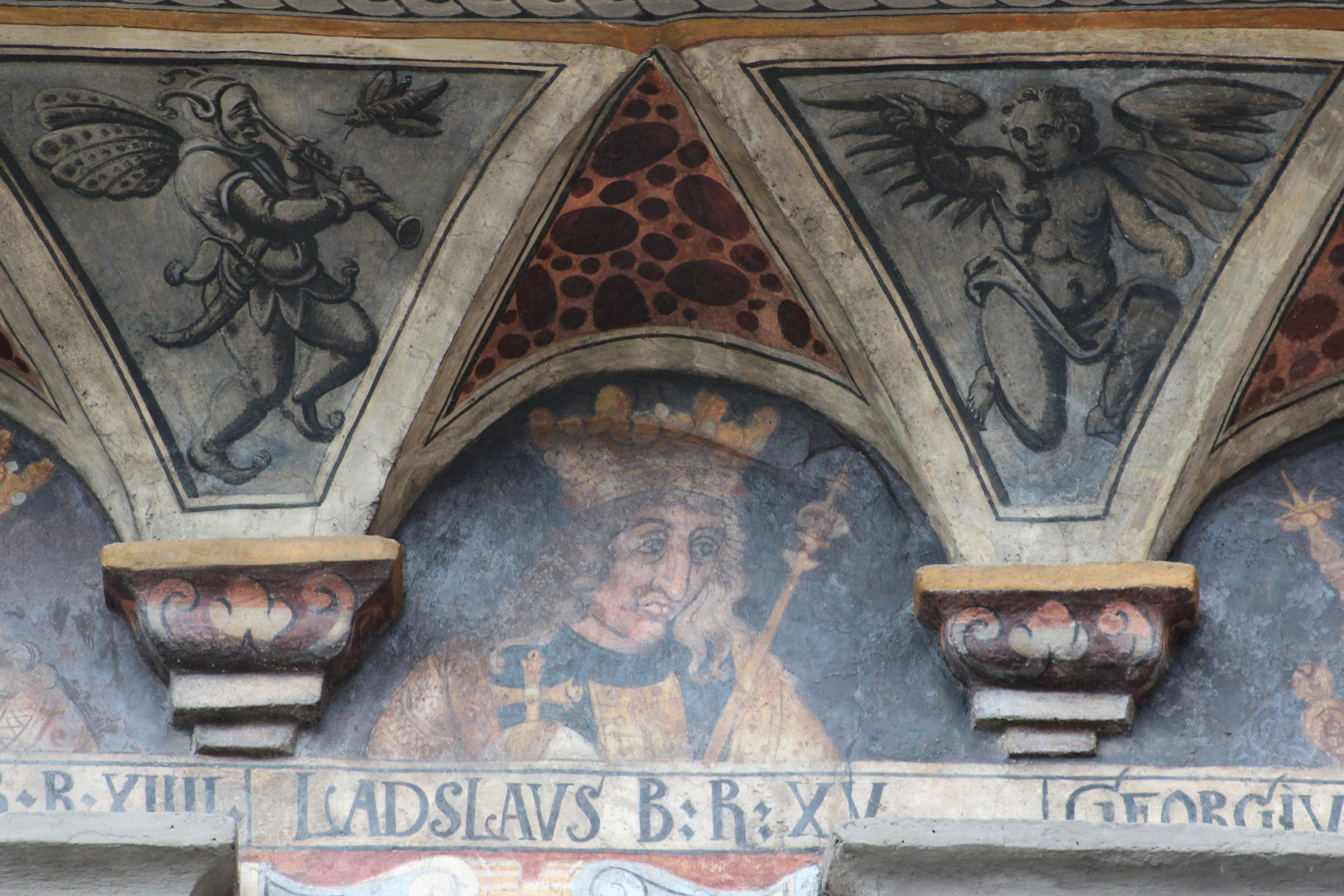
Král Ladislav Pohrobek
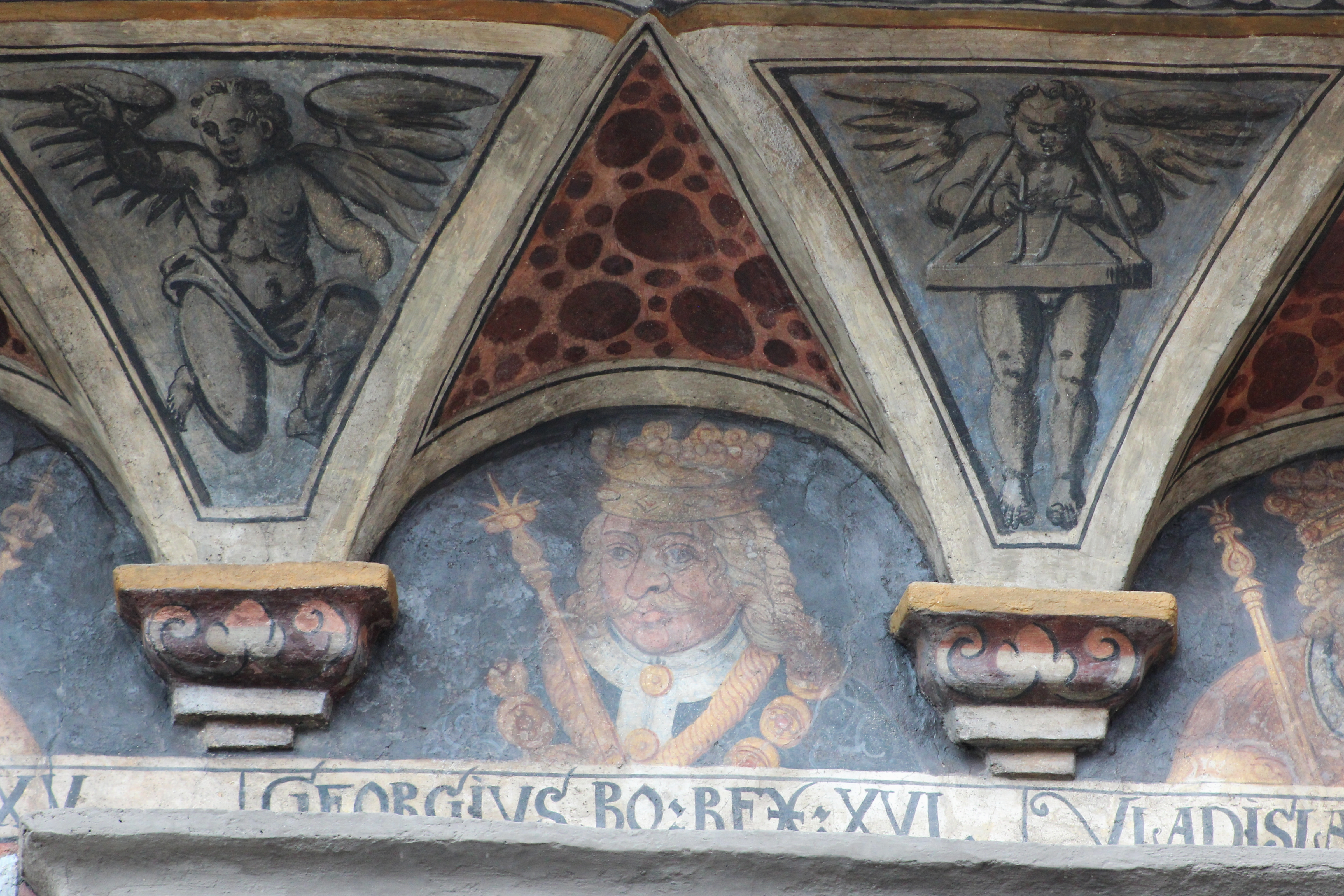
Král Jiří z Poděbrad
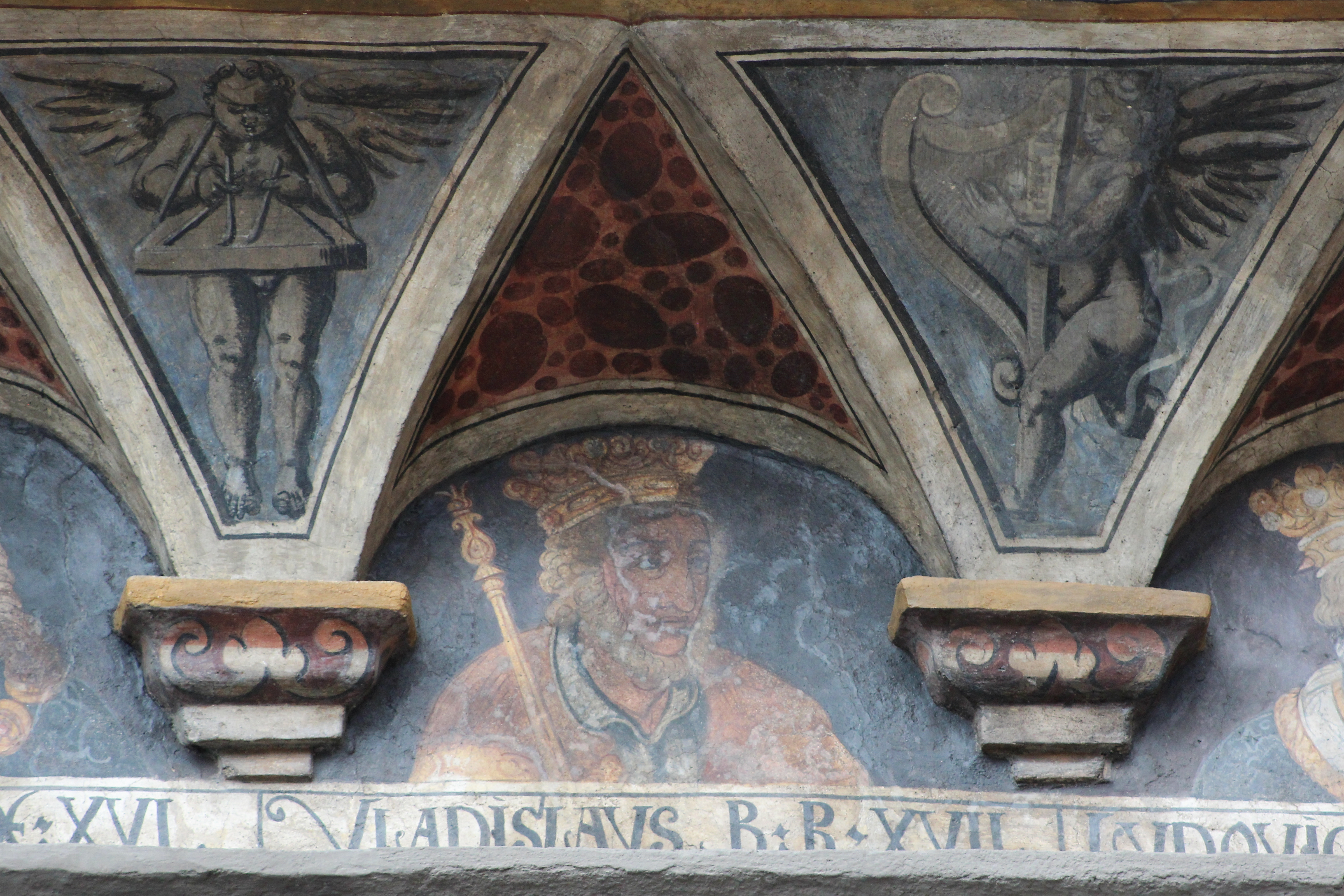
Král Vladislav Jagelonský
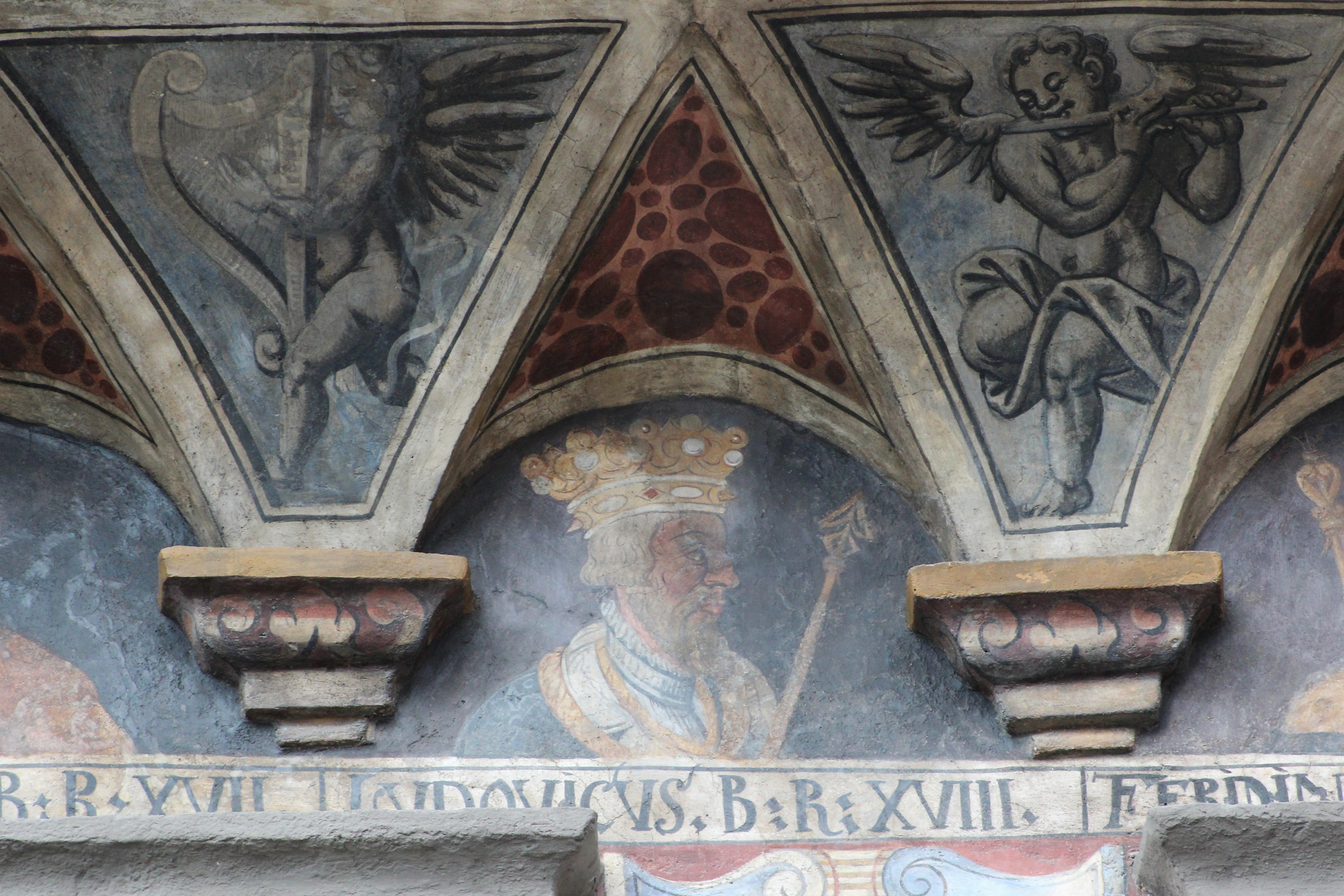
Král Ludvík Jagelonský
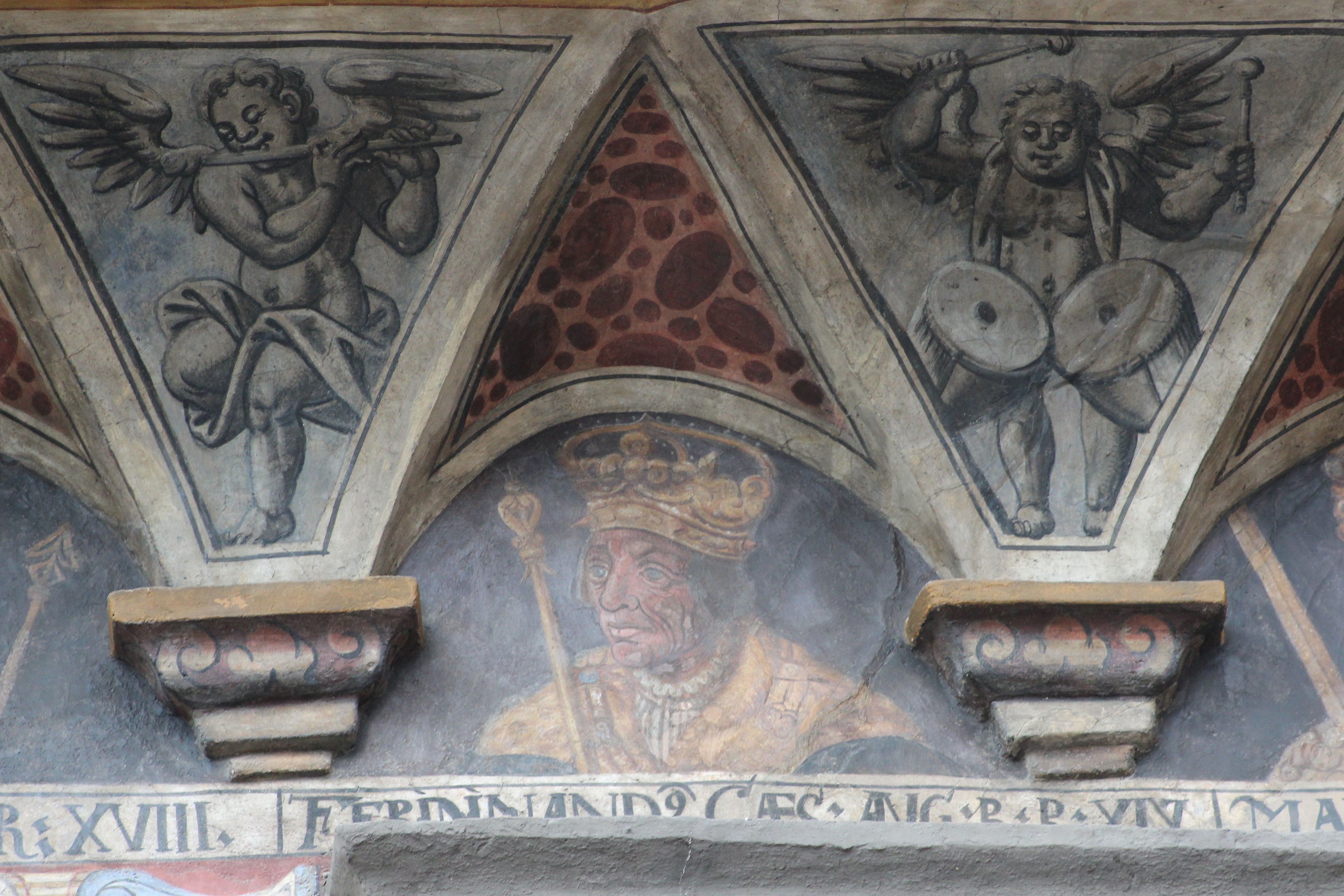
Král Ferdinand II. Habsburský
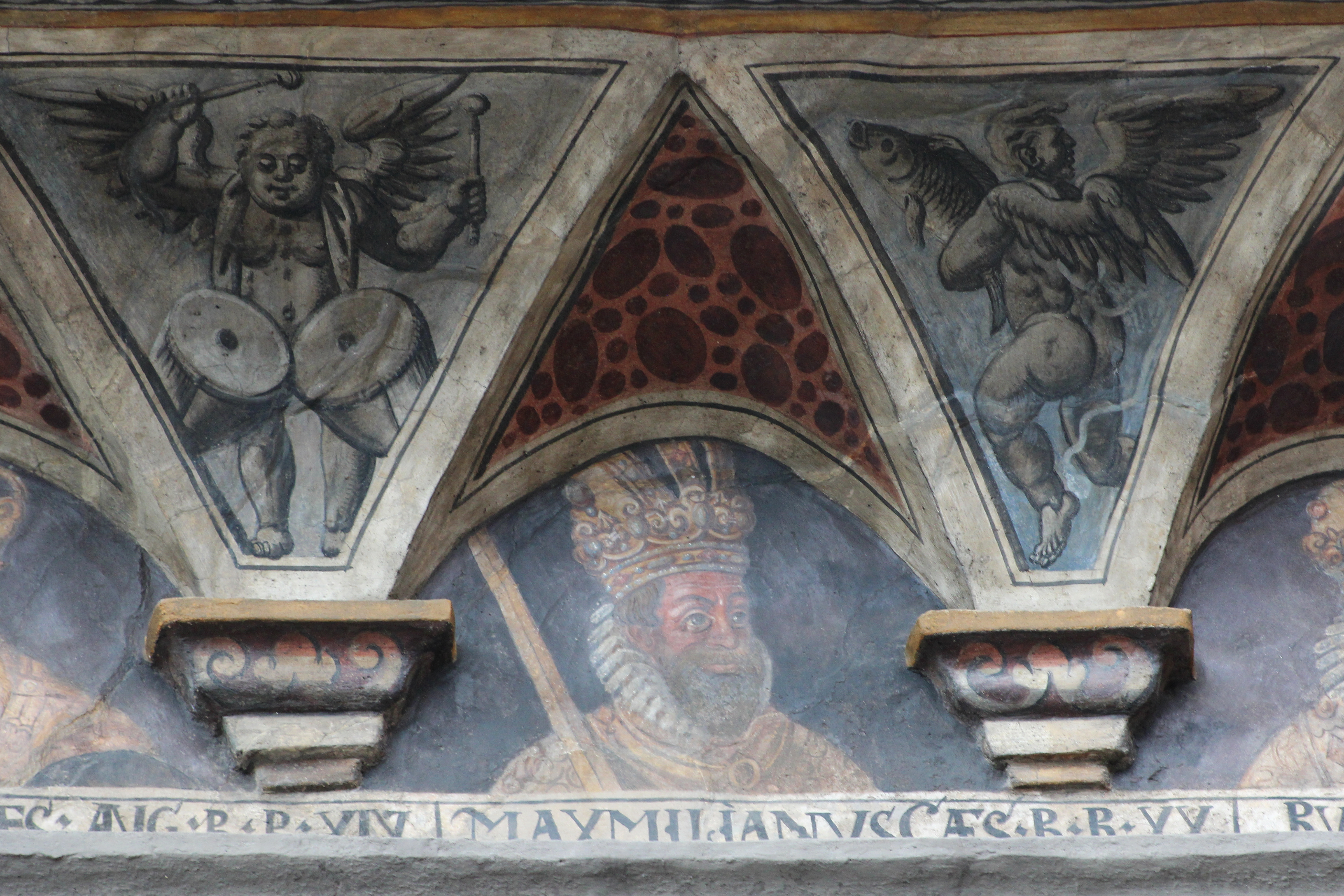
Král Maxmilián II. Habsburský
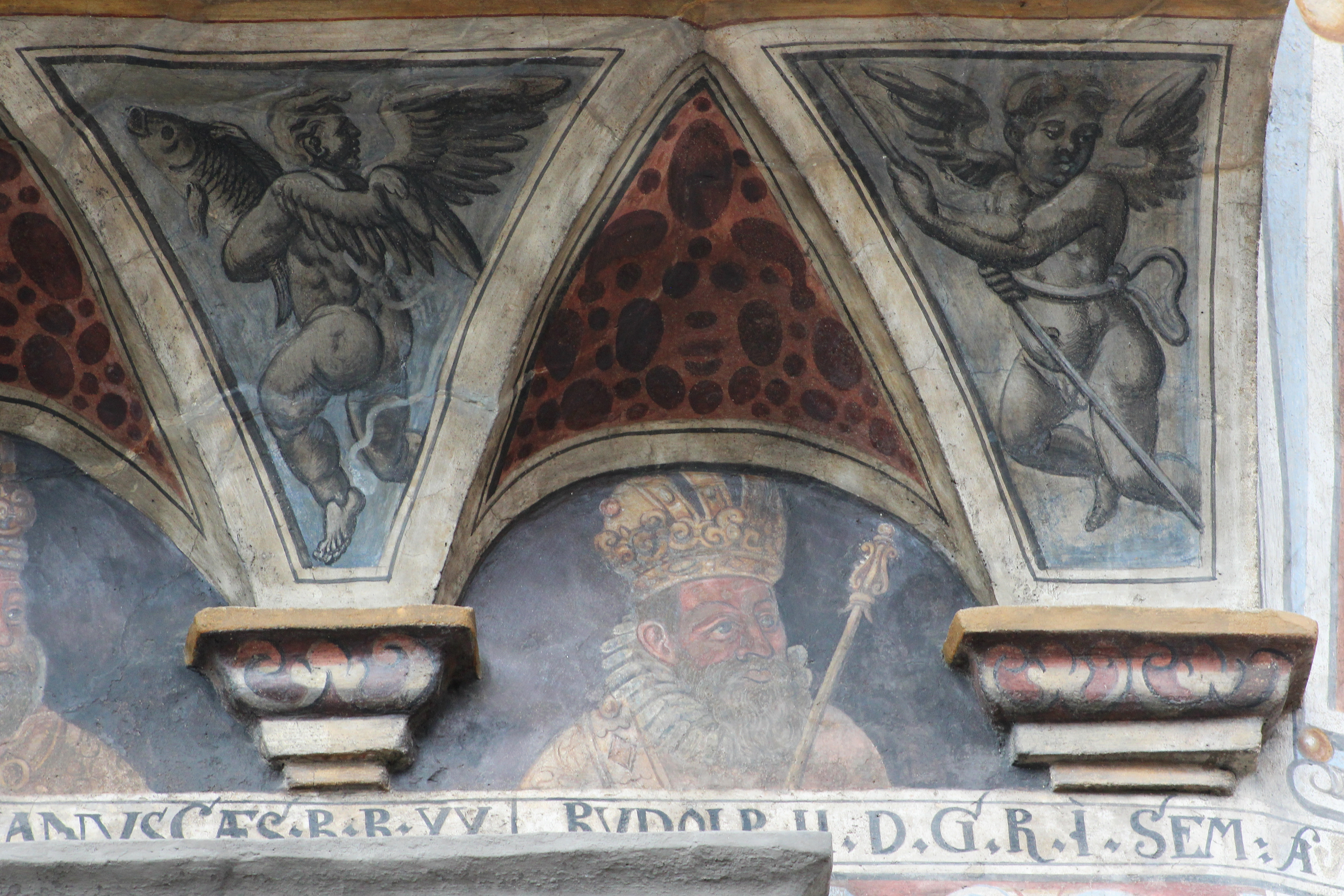
Císař Rudolf II. Habsburský

### Detaily štítu

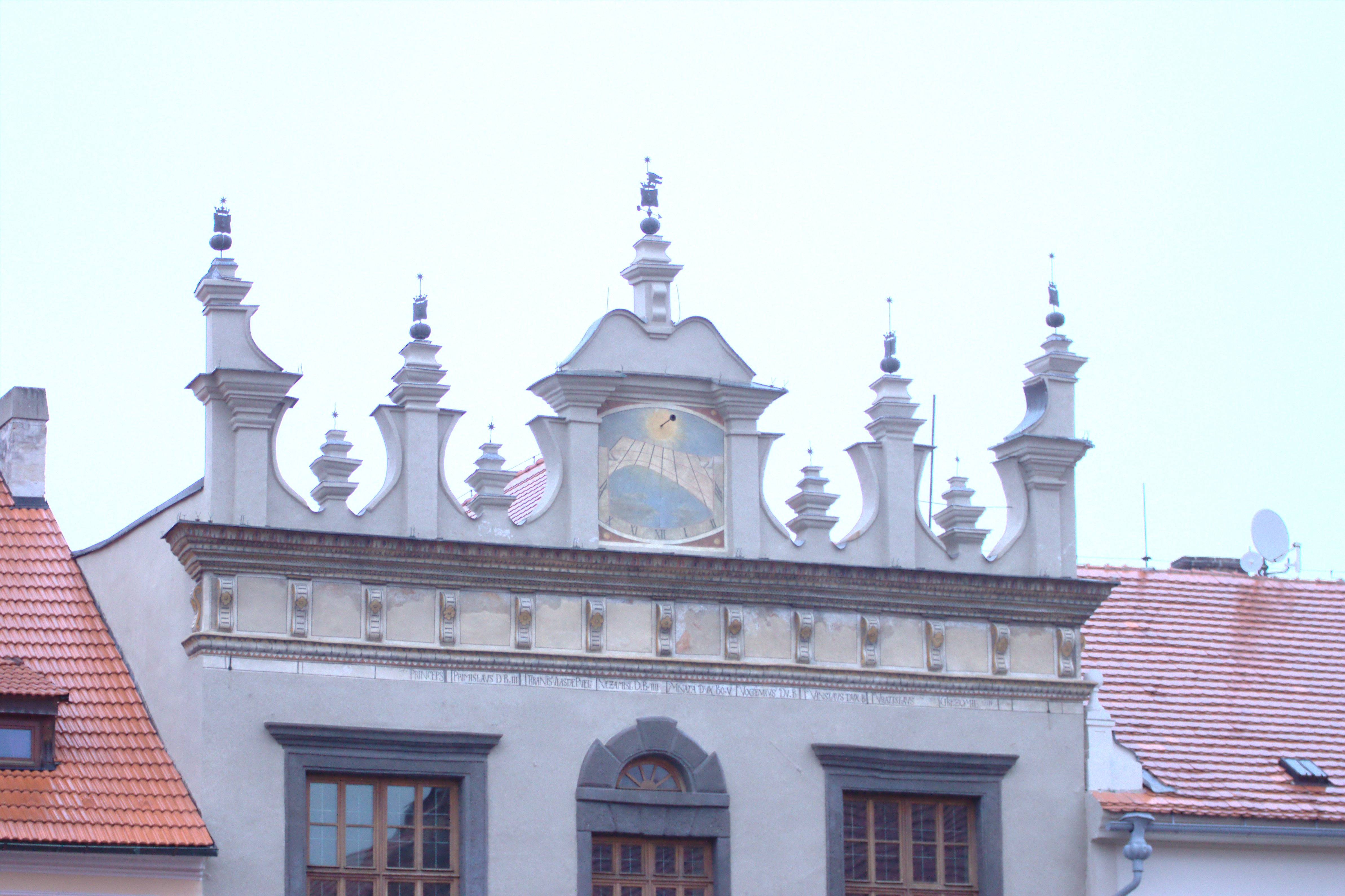
Detail štítu, korunní konzolové římsy, oken a rustiky
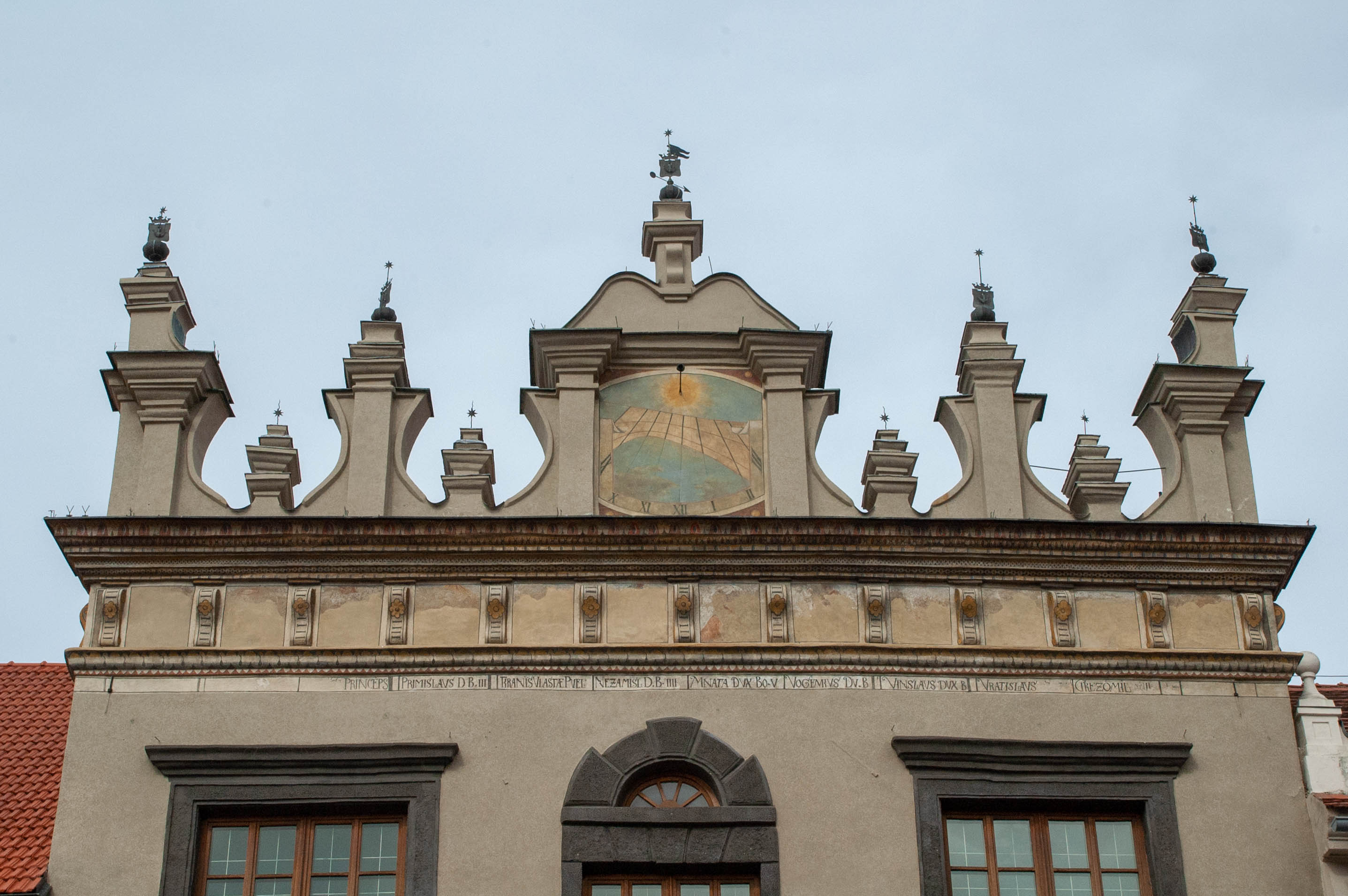
Detail štítu, korunní konzolové římsy, oken, rustiky a pásu se jmény knížat
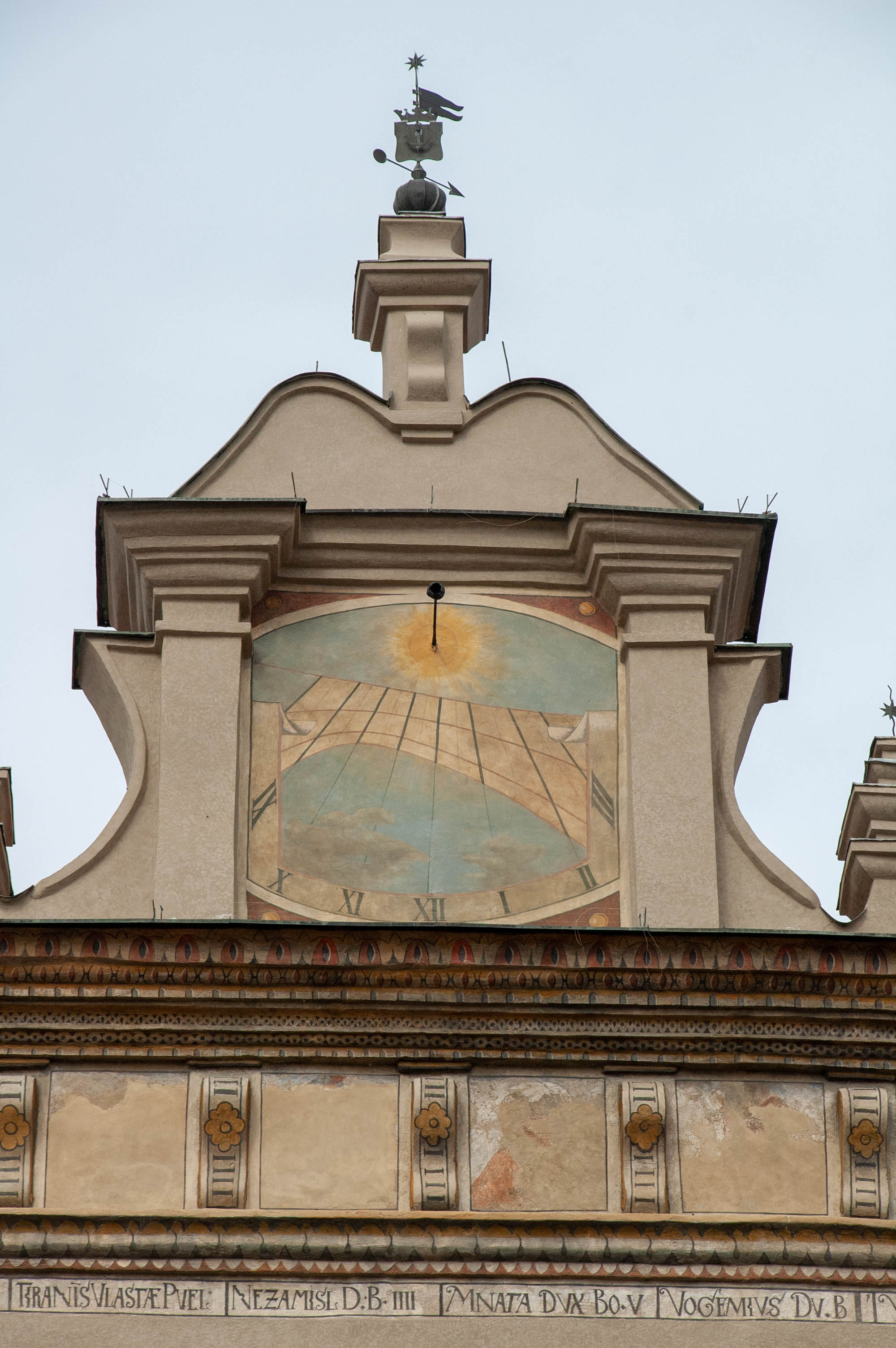
Detail štítu, korunní konzolové římsy, slunečních hodin a pásu se jmény knížat

### Sklepy Sitrova domu

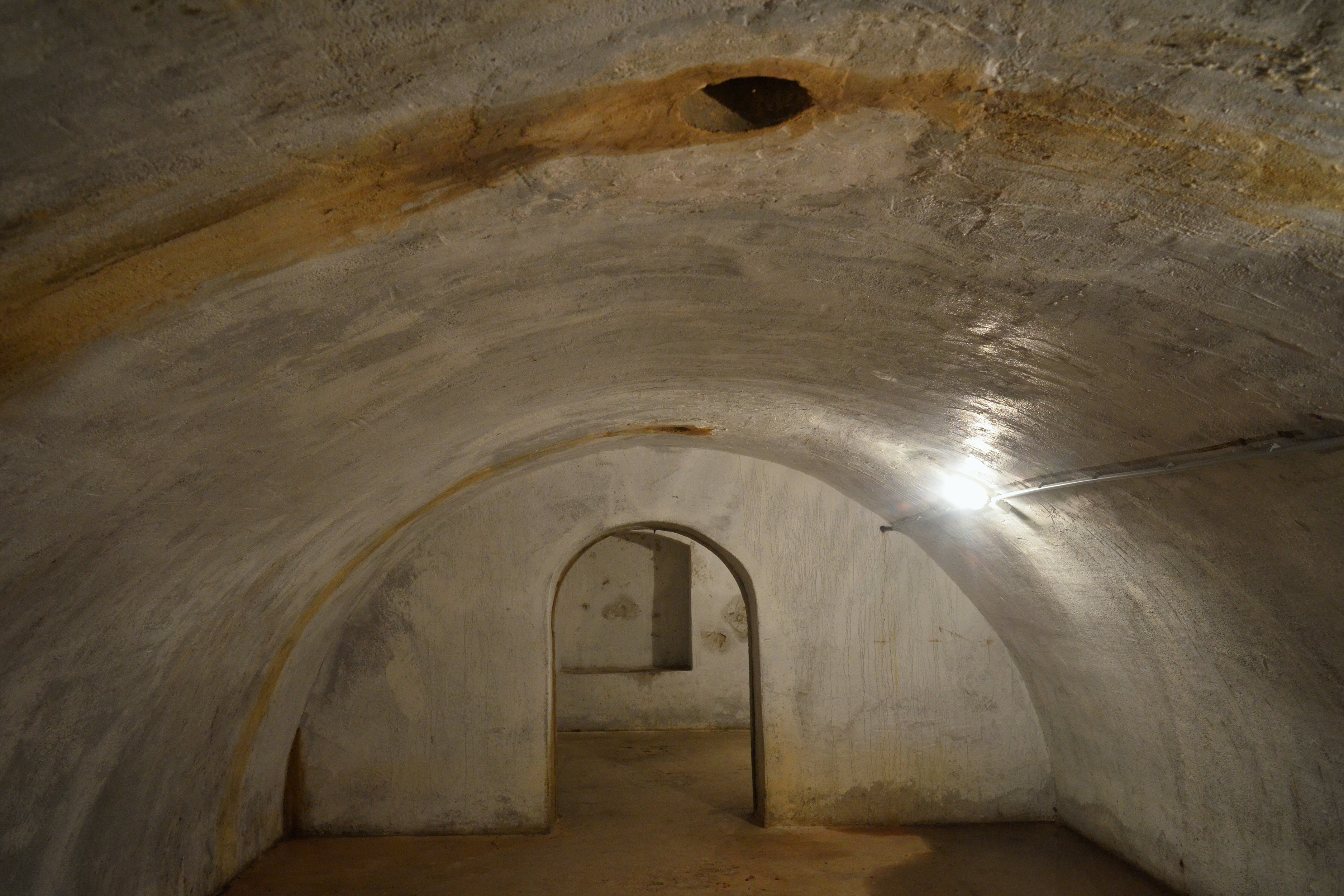
Sklepy Sitrova domu
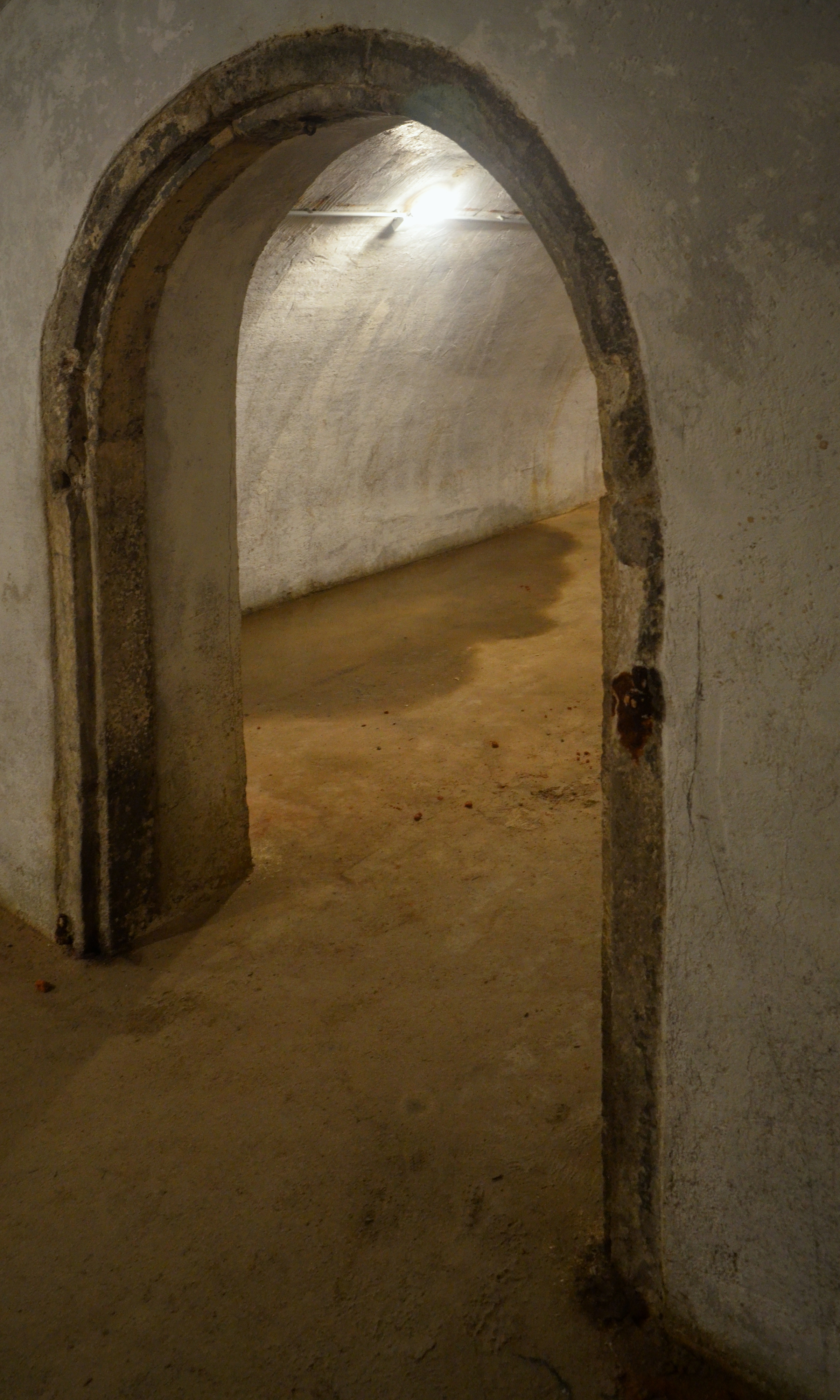
Sklepy Sitrova domu
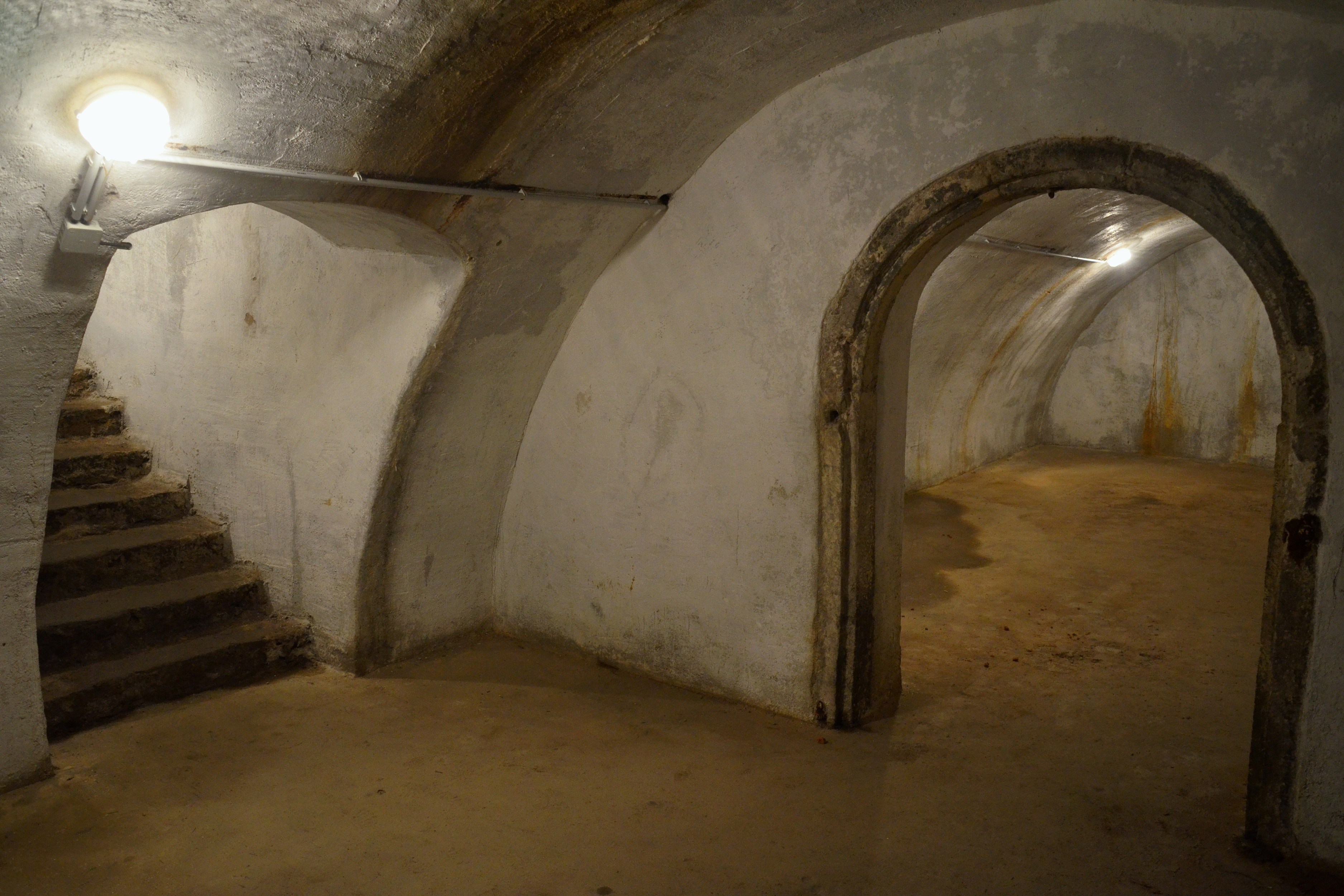
Sklepy Sitrova domu
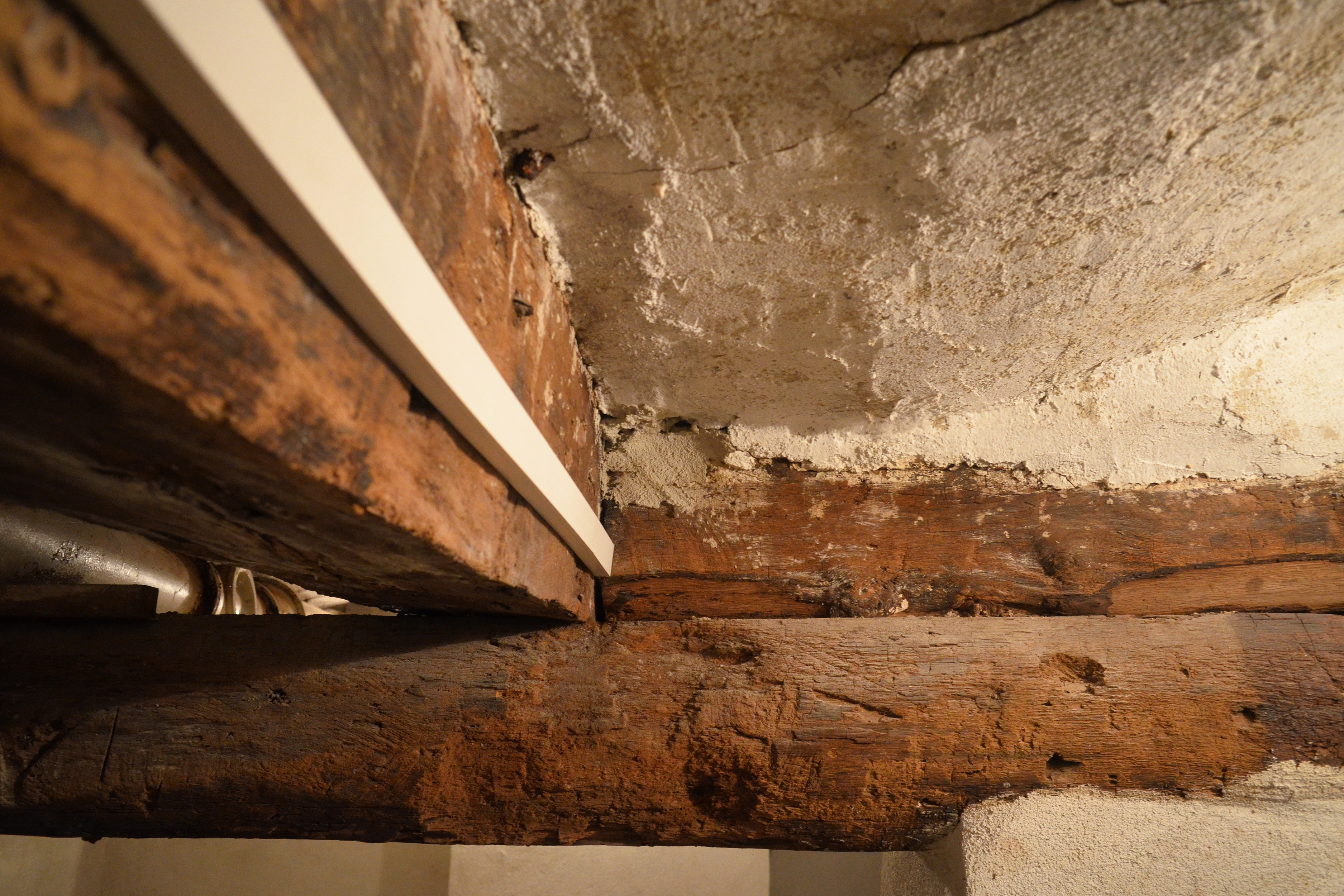
Sklepy Sitrova domu